# Christophe Colomb
Pour les articles homonymes, voir Colomb et Christophe Colomb (homonymie).
Pour les articles ayant des titres homophones, voir Collomb et Colon.
Christophe Colomb (en ligure : Cristoffa Combo ; en italien : Cristoforo Colombo ; en espagnol : Cristóbal Colón), né en 1451 sur le territoire de la république de Gênes et mort le 20 mai 1506 à Valladolid, est un navigateur génois au service des Rois catholiques, Isabelle de Castille et Ferdinand d'Aragon, célèbre pour avoir, selon la formulation traditionnelle mais discutable, « découvert l'Amérique » en octobre 1492.
D'abord navigateur et commerçant en Méditerranée au service de négociants génois, Christophe Colomb poursuit cette carrière au Portugal à partir de 1476. Alors que les navigateurs portugais progressent depuis les années 1420 le long des côtes d'Afrique et envisagent à cette époque d'atteindre les Indes (l'Asie de l'est) par l'océan Indien, il élabore le projet alternatif d'atteindre les Indes en naviguant vers l'ouest à travers l'océan Atlantique (la « mer Océane »). Son projet est rejeté en 1484 par le roi de Portugal, Jean II. Colomb émigre en 1485 en Castille où il tente de convaincre les Rois catholiques, qu'il rencontre dès janvier 1486. Il lui faut encore attendre six ans pour obtenir une réponse favorable, peu après la prise de Grenade et la fin de la Reconquista en janvier 1492.
Mandaté en avril 1492 par les capitulations de Santa Fe, il part en août de Palos de la Frontera avec trois navires et atteint en octobre des îles dont il croit qu'elles sont proches de son but, donnant à leurs habitants le nom d'« Indiens » (Indios) qui leur est resté, alors qu'il s'agit de l'archipel américain des Caraïbes, notamment Hispaniola. À son retour en mars 1493, il connaît la gloire et est officiellement nommé « amiral de la mer Océane, gouverneur et vice-roi des Indes », devenant l'égal des grands d'Espagne.
Dès son deuxième voyage qui débute en septembre 1493, il s'engage dans la colonisation d'Hispaniola, dont il est gouverneur. Mais cette colonisation ne se passe pas bien : les compétences de Colomb comme administrateur colonial sont inférieures à celles de navigateur et explorateur. Critiqué de tous côtés, il rentre en Espagne en 1496, parvient à se justifier, repart à Hispaniola en 1498, mais la situation dans l'île ne s'arrange pas. En 1500, un émissaire des Rois catholiques, envoyé en inspection, le met aux arrêts et le renvoie en Espagne. Il est rapidement libéré par les souverains, mais perd ses titres de gouverneur et de vice-roi ; lorsqu'il est autorisé à repartir pour un nouveau voyage en 1502, il lui est même interdit de faire escale à Hispaniola. Ce quatrième voyage d'exploration est très difficile ; rentré en 1504 en Espagne, Colomb est affaibli par les épreuves et meurt en 1506.
Quand il meurt, Colomb est toujours persuadé qu'il a atteint les Indes, laissant un autre navigateur, Amerigo Vespucci, populariser le concept de « Nouveau Monde » (1503), monde que des cartographes allemands nomment « Amérique » (America) en 1507, en l'honneur de Vespucci. Le bilan d'explorateur de Colomb est cependant notable : il a découvert un grand nombre des îles des Caraïbes et nommé plusieurs d'entre elles, notamment : la Guadeloupe, Marie-Galante, la Trinité, la Dominique, etc. Le nom de Colomb a par la suite été attribué à plusieurs territoires d'Amérique : la Colombie, la Grande Colombie, la Colombie-Britannique.
On peut aussi rappeler que Colomb n'est pas le premier navigateur européen à avoir traversé l'océan Atlantique : des Vikings venus d'Islande se sont établis pendant plusieurs décennies au Groenland avant d'atteindre vers l'an 1000 des régions de l'est de l'actuel Canada, établissant une colonie nommée Vinland à l'embouchure du fleuve Saint-Laurent (Terre-Neuve), mais ces expéditions n'ont pas produit de documentation connue dans les pays d'Europe de l'Ouest et surtout n'ont pas eu pour conséquence l'échange humain et biologique unique dans l'histoire qu'on appelle l'« échange colombien ».
Colomb est donc considéré comme un acteur majeur des grandes découvertes des XVe et XVIe siècles et son premier voyage est l'un des événements importants qui marquent le passage du Moyen Âge aux Temps modernes.

## Biographie

### Origines

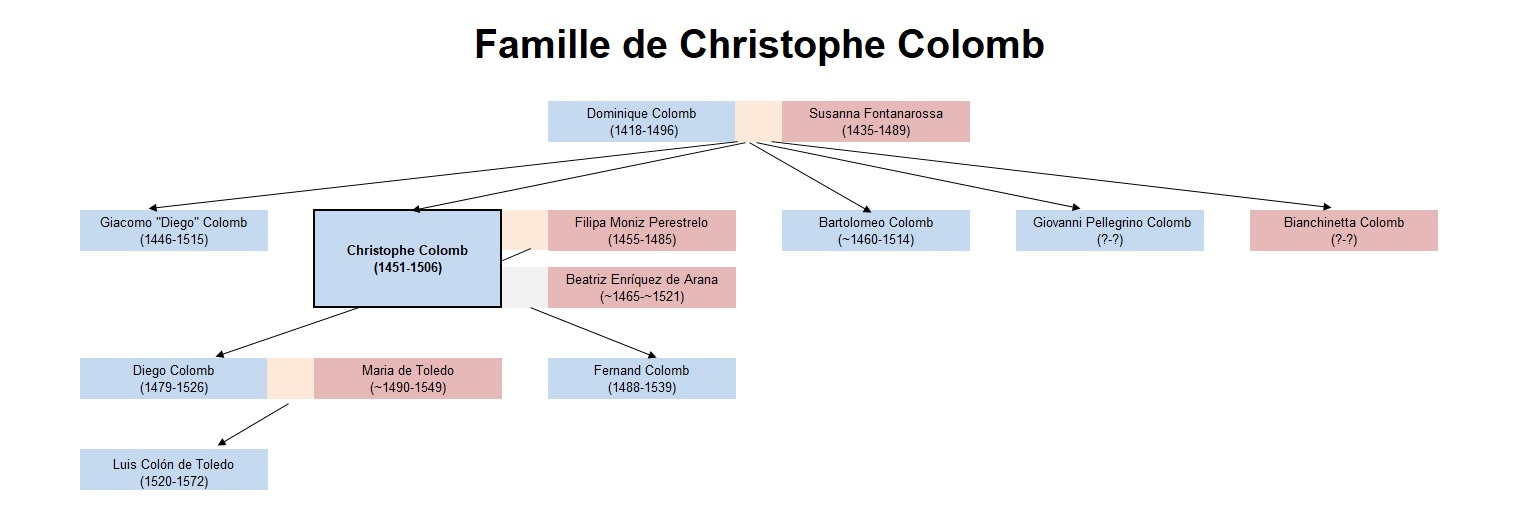
Ascendants, collatéraux et descendants directs de Christophe Colomb.

Le lieu de naissance de Colomb est incertain, mais les historiens considèrent aujourd'hui qu'il est d'origine ligure, des environs de Gênes. Cette origine génoise du navigateur a été établie à la fin du XIXe siècle. Cependant, à l'occasion du 400e anniversaire de la découverte de l'Amérique, de nombreuses régions ont revendiqué être son lieu de naissance, (pays catalan, judéo-espagnol (sépharade), portugaise ou corse) et différents chercheurs vont également dans ce sens,,,,. L'hypothèse d'une origine judéo-espagnole est mise en avant par une étude, présentée dans un documentaire de 2024, fondée sur des tests ADN pratiqués sur ses restes ainsi que sur ceux de son fils.

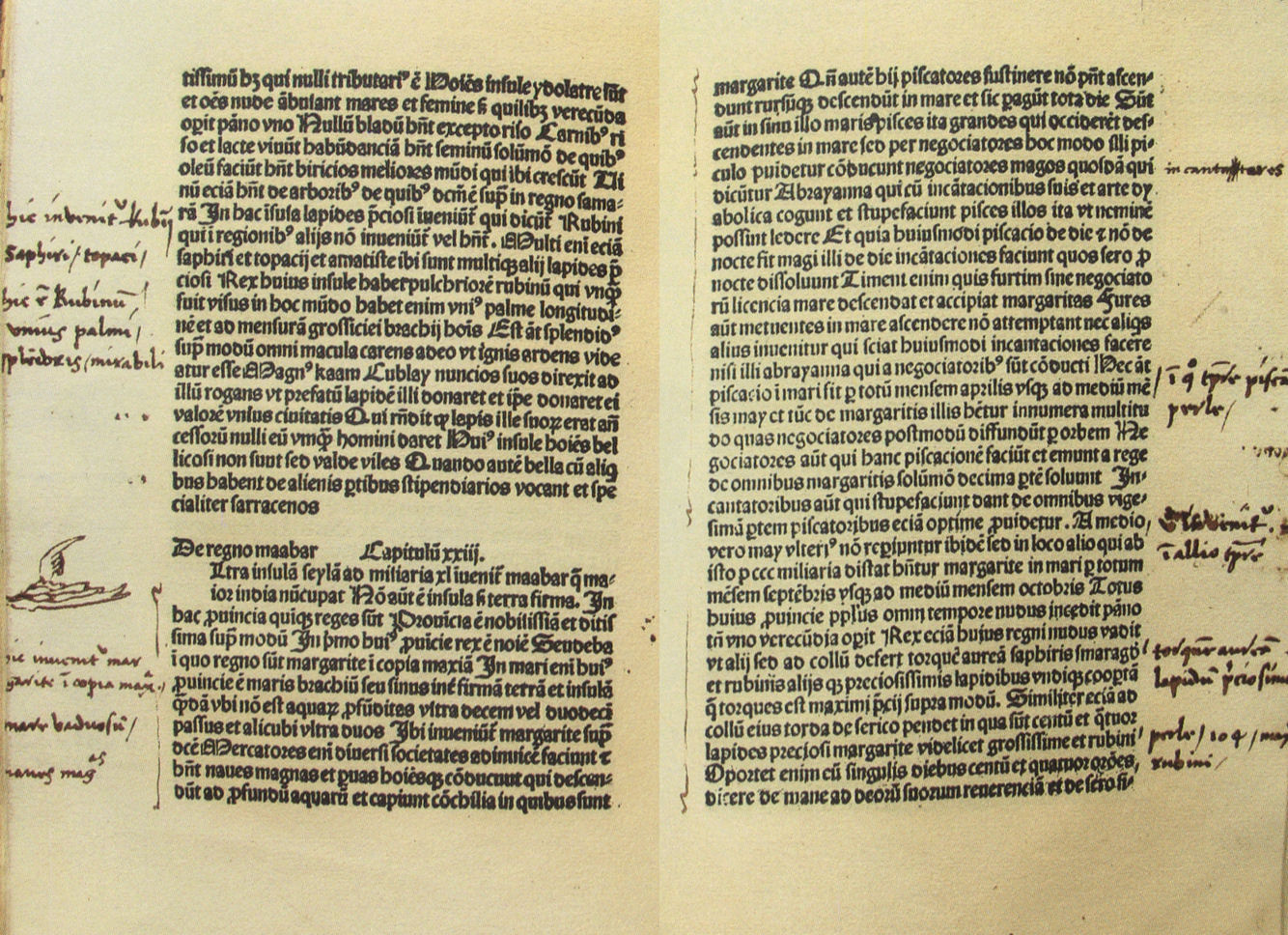
Annotations de la main de Colomb en marge de son exemplaire du Livre des merveilles.

Christophe Colomb est probablement né entre le 26 août et le 31 octobre 1451 sur le territoire de la république de Gênes.
Il est l'aîné des cinq enfants de Domenico Colombo et de Susanna Fontanarossa. Son père est un tisserand originaire de Lombardie, d'abord installé à Gênes, puis, à la suite de troubles politiques dans la cité, parti en 1470 à Savone en Italie pour ouvrir un établissement textile et une taverne.

### Formation
Les historiens peinent à retracer la formation et l'adolescence de Christophe Colomb entre 1455 et 1470 étant donné la pauvreté des sources fiables disponibles. Contrairement à ce qu'écrit son fils biographe Fernand Colomb, il n'a pu fréquenter l'université de Pavie pour étudier la cosmographie, l'astrologie et la géométrie, Domenico Colombo n'ayant pas les moyens suffisants pour l'y envoyer. Autodidacte acharné, il passe probablement cette période entre l'atelier de tissage paternel, les sorties en mer, et la vente des tissus à Savone.
En tant qu'aîné, Christophe devient probablement apprenti tisserand.
Il est très tôt influencé par le Livre des merveilles de l'explorateur vénitien Marco Polo.
Par les écrits de Christophe Colomb, on sait qu'il a puisé ses idées sur les dimensions de la Terre dans ses lectures de quelques ouvrages : 
- l'Imago Mundi de Pierre d'Ailly[15], ouvrage dont la rédaction a été achevée en 1410,
- l'Historia rerum ubique gestarum de Pie II (1477),
- De consuetudinibus et conditionibus orientalium regionum, une traduction latine du livre de Marco Polo, publiée à Anvers en 1485,
- une traduction en italien de l'Histoire naturelle de Pline l'Ancien,
- la traduction en castillan des Vies parallèles des hommes illustres de Plutarque,
- la Géographie de Claude Ptolémée dans une édition parue à Rome en 1478.

Ce sont surtout les trois premiers ouvrages qui ont nourri ses réflexions. Il a rédigé 2 565 notes en marge de ces livres, 877 dans les traités de Pierre d'Ailly dont 475 pour l'Imago Mundi.
Il a noté en marge de l'Imago Mundi qu'il a navigué jusqu'au fort portugais de la Mine vers 1482. En marge du livre écrit par le pape Pie II, il a noté qu'il a fait un voyage vers l'Islande en 1477 et qu'il a vu « à Galway, en Hibernie (Irlande), dans deux barques à la dérive, un homme et une femme d'allure magnifique ».

### Débuts professionnels et mariage (1472-1484)

Carte dite des frères Colomb, vers 1490.

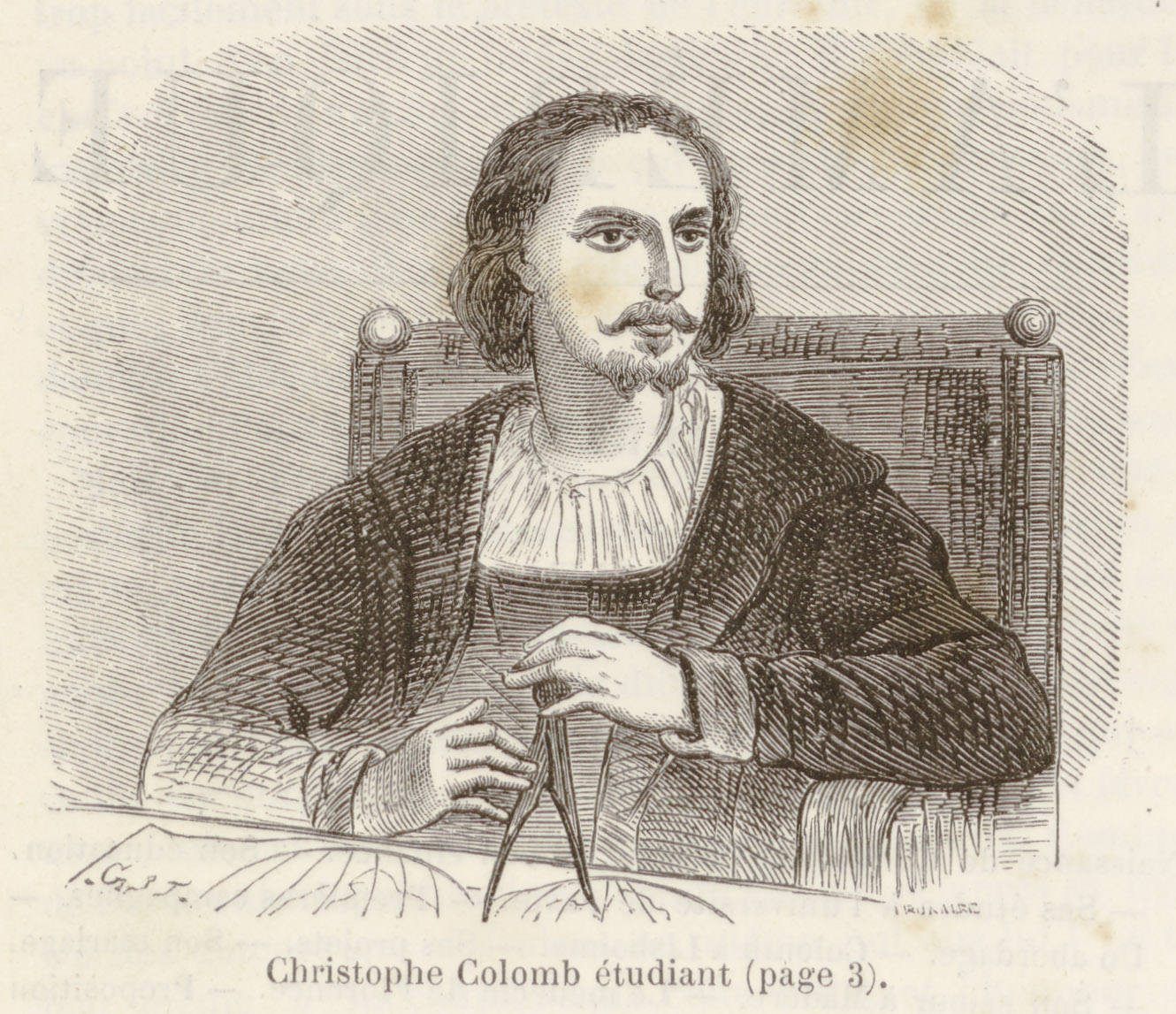
Illustration représentant Christophe Colomb lors de ses années d'étudiant, un compas à la main, à l'université de Pavie (Italie).

#### Période génoise (1472-1476)
Christophe Colomb affirme dans une de ses lettres avoir été matelot (mousse) dès l'âge de dix ans.
Selon la biographie de Fernand Colomb, en 1472 il est au service de René d'Anjou (roi d'Aragon de 1466 à 1472) combattant contre Jean II (roi d'Aragon avant 1466 et après 1472) et opère en tant que corsaire.
Christophe Colomb fait l'année suivante ses débuts en tant que marchand, au service des familles génoises Centurion, Di Negro et Spinola. 
En 1474, il participe à un voyage commercial sur l’île de Chios, qui lui aurait permis de devenir financièrement indépendant de sa famille (il évoque ce séjour en écrivant plus tard, à propos de certains végétaux des Caraïbes : « Ces plantes ressemblent aux lentisques que j'ai vues sur l'île de Xios. »)

#### Période portugaise (1476-1485)
En 1476, il embarque sur un convoi génois à destination de Lisbonne et de l'Angleterre, qui est attaqué par des pirates français ; Colomb se réfugie dans le port de Lagos, au sud du Portugal, puis part chez son frère Bartolomeo, qui est cartographe à Lisbonne. Il reste ensuite au Portugal, où il trouve du travail grâce à la communauté génoise de Lisbonne. Il navigue notamment vers les îles Britanniques, peut-être jusqu'en Islande.
En 1479, il épouse, bien que roturier, Filipa Moniz, issue d'une famille de petite noblesse portugaise, fille de Bartolomeu Perestrelo (1395-1457), un des découvreurs de Madère, et capitaine-gouverneur de Porto Santo, avec qui a commencé la colonisation de cette île en 1425. Filipa meurt peu de temps après la naissance d'un fils, Diego, né vers 1480 peut-être sur l'île de Porto Santo. Ce lien matrimonial le met en relation avec le milieu des marins portugais qui naviguent le long des côtes d'Afrique, à la recherche du passage vers l'océan Indien (il s'agit d'un secteur où seuls les Portugais ont le droit de naviguer, ou des étrangers expressément autorisés par le roi).
Christophe Colomb se perfectionne alors dans les sciences relatives à la navigation, auprès de son frère, mais aussi grâce aux cartes que la famille Perestrelo a conservées après la mort de Bartolomeu : les cartes des vents et des courants des possessions portugaises de l'Atlantique.
Il se documente aussi en lisant des traités de géographie, notamment Imago mundi de Pierre d'Ailly et la Cosmographia d'Enea Silvio Piccolomini (humaniste, mais aussi pape sous le nom de Pie II de 1458 à 1464), deux ouvrages qu'il a abondamment annotés dans les marges.

### Le projet de voyage vers les Indes orientales par l'Atlantique

#### L'état des connaissances vers 1480

Représentation géographique de l'Asie de Colomb.

C'est aux alentours de 1484 que Colomb forme l'idée de passer par l'océan Atlantique pour aller aux Indes orientales (« rejoindre le Levant par le Ponant »).
Il était en effet admis par les Grecs anciens que la Terre est sphérique et, au Moyen Âge, cette conception est restée présente chez les savants, contrairement à un mythe forgé à l'époque moderne. Comme Aristote et Ptolémée, Albert le Grand et saint Thomas d'Aquin admettaient la sphéricité de la Terre et cette doctrine était enseignée par les Dominicains espagnols,.

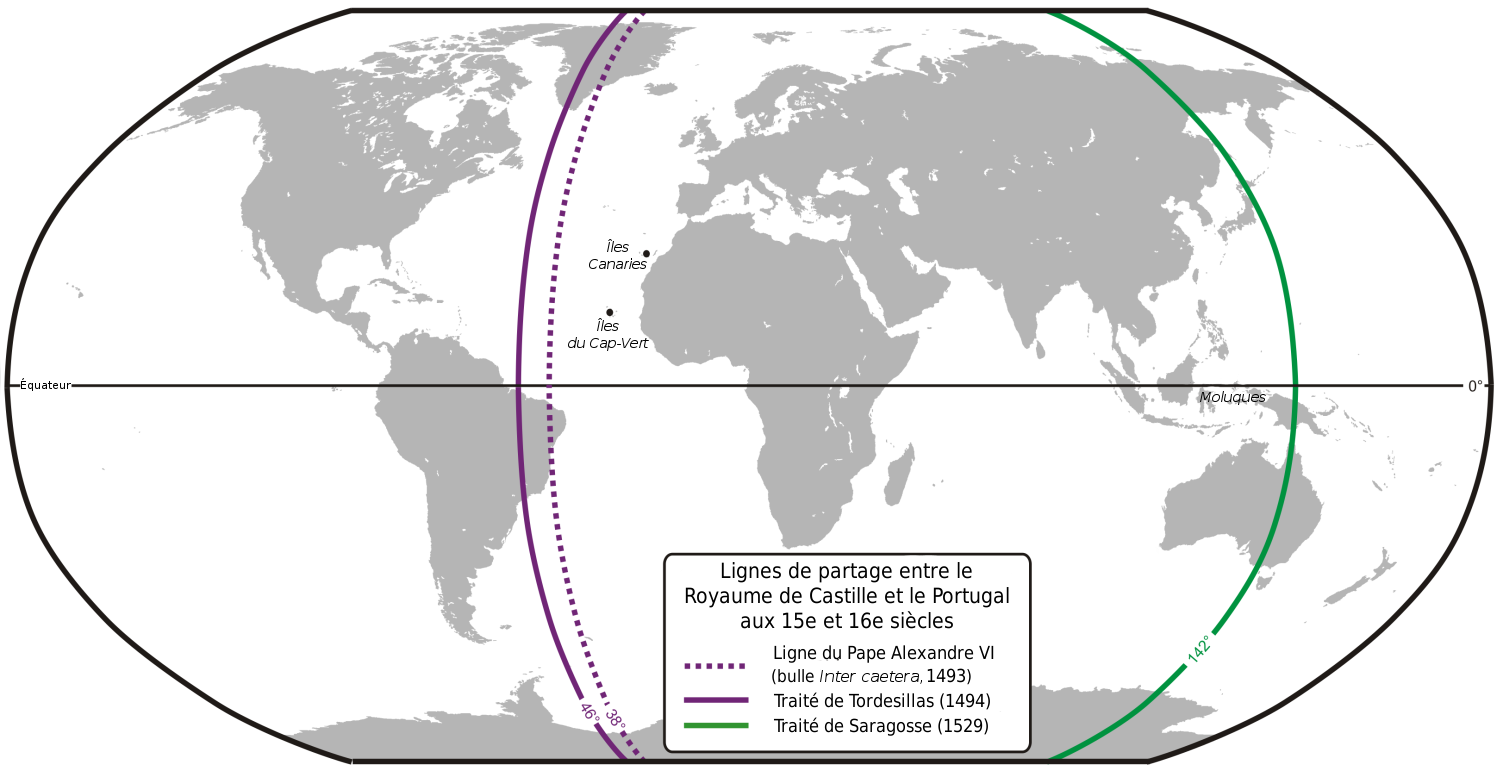
Limites du traité de Tordesillas entre 1493 et 1494.

L'idée que des îles pouvaient exister dans l'océan Atlantique a été entretenue par la découverte des îles Canaries au milieu du XIVe siècle, des Açores, qui apparaissent sur des cartes à la fin du XIVe siècle et sont « redécouvertes » en 1427, des îles du Cap-Vert en 1456 ; ainsi que par la présence de bois exotiques flottant apportés par des courants d'Ouest. Il n'est pas impossible que des navigateurs aient pu aborder sur la côte brésilienne, qui se trouve à 370 lieues des îles du Cap-Vert car Jean II du Portugal a fait déplacer la limite du traité de Tordesillas en 1494, avant la découverte officielle de la côte du Brésil en 1500 par Pedro Álvares Cabral.[réf. nécessaire] Mais les Portugais s'intéressent surtout à l'exploration de la côte de l'Afrique de l'ouest, commencée en 1415 et dont ils ont obtenu le monopole par plusieurs bulles pontificales (1452, 1455 et 1481). En 1484, les marins portugais ont dépassé l'embouchure du fleuve Congo et le cap de Bonne-Espérance va être découvert en 1488.

#### Le point de vue de Colomb sur la circonférence de la Terre

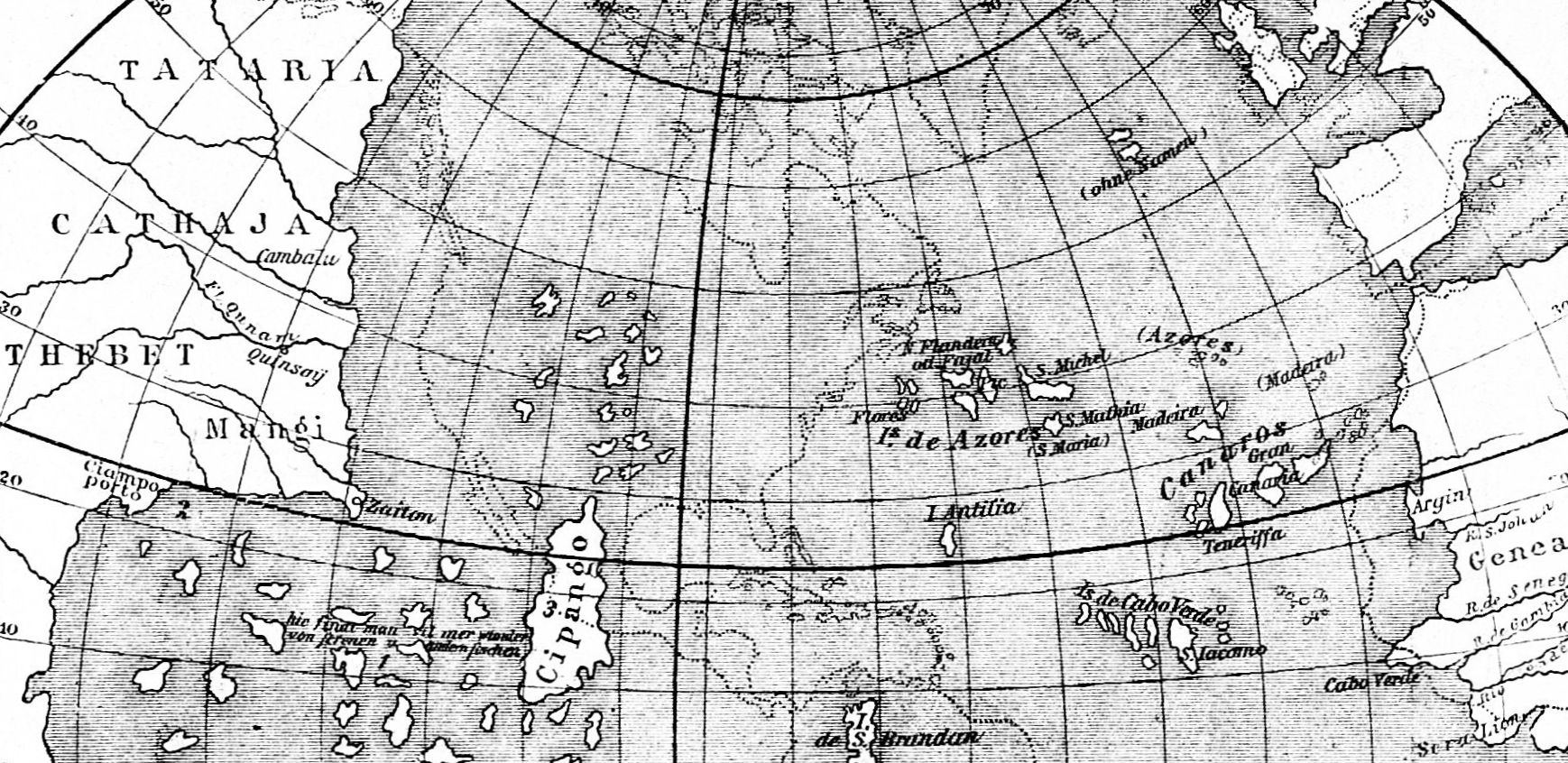
Représentation de l'océan Atlantique du globe de Martin Behaim (Die Gartenlaube, 1892).

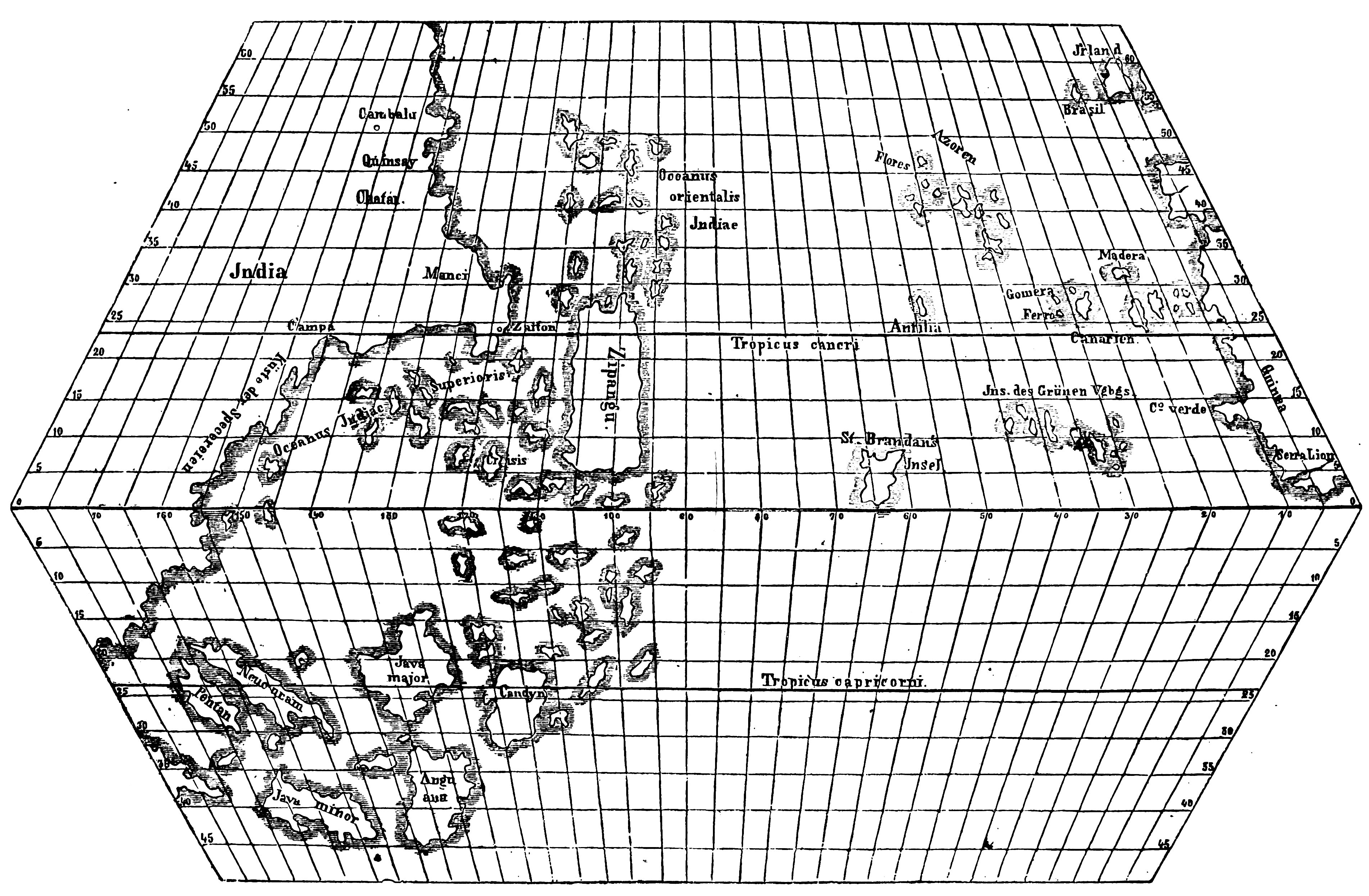
Reconstitution de la carte de Toscanelli.

Le 23 juin 1474, le cosmographe Paolo Toscanelli écrit une lettre au marin portugais Fernam Martins dans laquelle il expose son idée d'une route occidentale vers l'Asie. Il joint dans sa correspondance une carte montrant que la distance entre l'Europe et l'Asie par l'ouest est beaucoup plus courte que ce que l'on pensait. Martins transmet cette correspondance au roi du Portugal Alphonse V ; carte que Colomb a probablement copié lors de son séjour au Portugal, et il raccourcit cette distance à 2400 milles marins.
Au moment où Christophe Colomb envisageait de faire son voyage vers l'ouest, Martin Behaim a réalisé son globe à Nuremberg, en 1492, après avoir séjourné au Portugal. Hieronymus Münzer a écrit en 1493 au roi Jean II du Portugal pour l'engager à faire des recherches maritimes vers l'ouest.[pas clair]

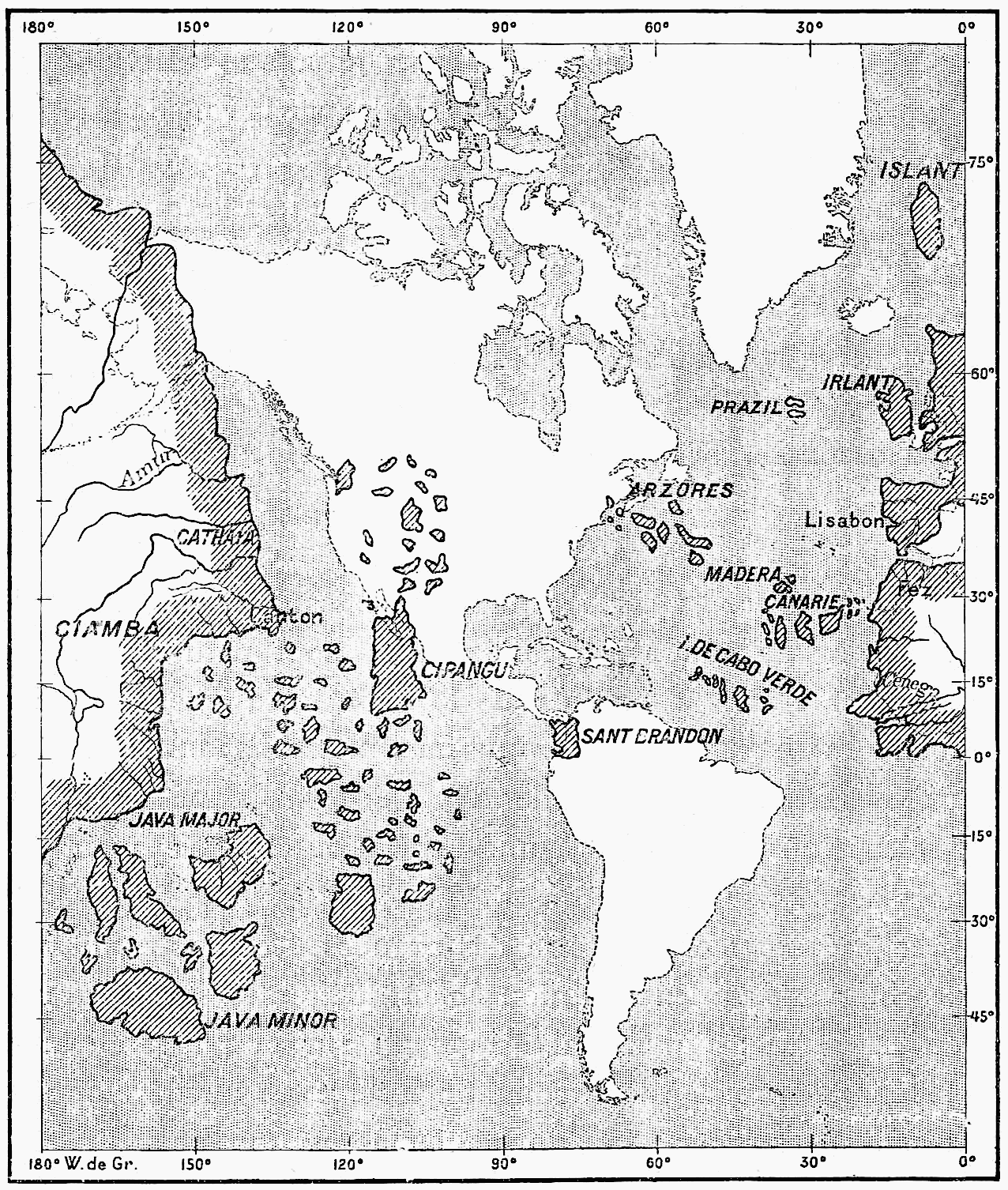
Représentation de l'hémisphère occidental du globe de Martin Behaim, dans le livre L'Homme et la Terre d'Élisée Reclus, superposée aux positions réelles des continents.

Concernant la circonférence de la Terre, Ératosthène (276-194) en avait calculé une estimation à peu près correcte (environ 39 375 km), mais les textes grecs sont mal connus à l'époque. Ce sont donc les estimations du cardinal et astronome Pierre d'Ailly que Christophe Colomb utilise : dans le chapitre « De quantitate terrae » de son livre Imago Mundi, l'estimation reprise est celle de l’astronome arabe Al-Farghani (IXe siècle), de 56 milles 2/3 pour la longueur d'un arc d'un degré, soit au total : (56+2/3) × 360 = 24 000 milles pour la circonférence de la Terre. Pierre d'Ailly annonce ainsi une conversion en 10 200 lieues, en donnant à la lieue une valeur de deux milles.
Ce nombre paraissant exagérément élevé à Christophe Colomb[réf. nécessaire], il le divise par deux en adoptant pour la lieue marine la valeur de quatre milles : « Un degré correspond à 56 milles 2/3 et le circuit de la terre est de 5100 lieues. Voilà la vérité. », peut-on lire en note marginale de Colomb dans l’ouvrage de Pierre d’Ailly. De plus, les Arabes utilisaient un mille de 1 973 mètres, et non le mille romain de 1 479 mètres, ce qui renforce la sous-estimation de Colomb : il en déduit un équateur d'environ 30 170 kilomètres au lieu de 40 250 kilomètres. Selon les mots du médiéviste Michel Balard : « Lumineuse erreur qui permet au navigateur de réduire les distances entre les îles Canaries et l'extrémité orientale du continent asiatique ! ».
Pierre d'Ailly citait aussi les évaluations de l’astronome et géographe phénicien Marin de Tyr (Ier siècle), qui estimait que, de l'Espagne à la Chine, les terres habitées devaient couvrir 225° au lieu des 130° réels, d'où une autre sous-estimation des mers les séparant. Toutefois, une grande partie de la communauté scientifique de l'époque estime réalisable un tel voyage. Le médiéviste Jacques Heers précise que « […] les idées de Colomb ne s'inscrivent pas à contre-courant. Tout au contraire, elles nous paraissent exactement l'expression normale de la pensée géographique de son époque ».
Ce qui distingue le projet du navigateur des hypothèses des érudits du temps — géographes et humanistes — qui estiment tous très probable l'existence d'îles nombreuses, voire de terres plus vastes plus loin à l'ouest dans l'Océan[pas clair], c'est son but : atteindre les rivages de la Chine, et avant cela du Japon, soit le royaume du Cathay et Cipango tels que décrits par Marco Polo.

#### Le rejet du projet de Colomb par le roi du Portugal (1484)
Un groupe de trois experts est réuni par le roi de Portugal Jean II pour examiner le projet de Colomb : Diogo Ortiz de Vilhegas, d'origine castillane, venu au Portugal comme confesseur de la veuve d'Alphonse V (Jeanne de Castille), mais aussi versé en cosmographie et géographie ; José Vizinho, astronome ; maître Rodrigo, médecin. Le projet est rejeté.

### La période castillane (1485-1492)
|                                                                          |  |                                                       |
| Armoiries des Colomb octroyées par la couronne d'Espagne le 20 mai 1493. |  | Armoiries des Colomb attribuées motu proprio en 1502. |

#### Arrivée en Castille (mars 1485)
En mars 1485, Colomb part tenter sa chance en Castille. Accompagné de son fils Diego, il se rend au monastère de La Rábida à Palos de la Frontera, où il se lie avec deux moines, Juan Pérez (es) et Antonio de Marchena, qui lui suggèrent de se rendre auprès de la reine Isabelle, lui donnant une lettre de recommandation pour confesseur.
Il confie alors Diego à des parents qui vivent dans la région, qui s'occuperont de lui jusqu'en 1492.

#### La première entrevue (janvier 1486) et ses suites
Les Rois catholiques se trouvent alors à Cordoue, dans le cadre de la guerre en cours (1482-1492) contre le royaume de Grenade, guerre dont l'objectif est d'achever la Reconquista. À la cour, Colomb rencontre plusieurs personnalités, notamment des membres du Conseil, qui se montrent défavorables à son projet. À la fin de la campagne de 1485, favorable aux Castillans, la cour part pour Alcalá de Henares, où la reine va mettre au monde sa fille Catherine (16 décembre). Colomb suit la cour et est finalement reçu par Isabelle et Ferdinand le 20 janvier 1486. Compte tenu de la priorité du moment (la guerre contre les musulmans), les souverains ne donnent pas de réponse favorable, mais sont tout de même impressionnés par la personnalité et la conviction du navigateur.
À la fin de 1486, une commission scientifique est réunie à l'université de Salamanque. Au début de 1487, elle rend un avis défavorable. Il est probable que Colomb se soit trouvé à Salamanque à l'époque des délibérations, car la cour s'y trouvait aussi (après un séjour à Saint-Jacques de Compostelle).
Après la fin de la campagne de 1487, marquée par la prise du port de Malaga, les Rois catholiques font venir Colomb dans cette ville pour l'informer directement du résultat. Malgré cela, durant cette période, le navigateur reçoit quelques subsides du trésor royal (14 000 maravédis au total en 1487, soit environ une année de vie modeste).

#### Les années d'attente (1487-1491)
Après l'entrevue de Malaga, Colomb vit en général à Cordoue, tirant aussi des revenus de la vente de livres et de cartes, qu'il trouve à Séville, principal centre d'imprimerie en Espagne (c'est cette profession que le chroniqueur royal lui attribue).
C'est vers cette époque (fin 1487) qu'il fait la connaissance de Beatriz Enríquez de Arana (1467-1521), une orpheline d'une vingtaine d'années élevée par un oncle. Elle lui donne un second fils, Fernand, né le 15 août 1488. Il semble qu'il n'ait jamais été question de mariage entre eux. Mais, afin de réunir ses deux fils, au moment de son départ en 1492, il la chargera de la garde de Diego et, dans son testament, demandera à celui-ci de la considérer comme une mère.
En 1486, Jean II a lancé une expédition à l'ouest des Açores, sous la direction de Fernao d'Ulmo, d'origine néerlandaise (Ferdinand van Olmen), avec le titre de gouverneur des îles qu'il pourrait découvrir. En janvier 1488, le projet de Henri le Navigateur se concrétise : Bartolomeu Dias dépasse le cap de Bonne-Espérance. Christophe Colomb reprend alors contact avec la cour de Lisbonne ; Jean II lui répond de façon positive, en lui donnant un sauf-conduit pour venir jusqu'à lui. Colomb utilise ce courrier qu'il fait transmettre à la reine de Castille, mais en vain (elle lui fait cependant verser 3 000 maravédis).
Il s'adresse ensuite à de grands seigneurs castillans d'Andalousie, d'abord le duc de Medina Sidonia, dont la richesse est immense. Le duc refuse, en se fondant sur les résultats de la commission de Salamanque. Colomb se tourne alors vers le duc de Medinaceli, qui est très intéressé. Il héberge Colomb pendant quelques mois dans son château du port de El Puerto de Santa María. Il demande cependant l'autorisation de la reine pour une expédition : elle lui répond clairement en indiquant qu'il s'agit d'affaires royales. Elle convoque alors Colomb à la cour. Le 12 mai 1489, un mandement du roi et de la reine est adressé à toutes les autorités du royaume (villes, juridictions, seigneuries) d'assister Christophe Colomb durant son voyage, de l'héberger gratuitement et le nourrir « aux tarifs en usage ». À ce moment, les Rois catholiques préparent une offensive contre l'oncle du roi Boabdil, Mohammed as-Zaghall, qui tient l'est du royaume de Grenade.
Une entrevue entre Colomb et Isabelle a lieu à Jaen et le navigateur est pris en charge par Alonso de Quintanilla (1420-1500), un homme important de la cour de Castille. La campagne 1489 aboutit à la défaite d'El Zagal et à la prise d'Almeria, autre port important. Mais un contretemps politique survient : le retournement de Boabdil qui, à l'encontre des accords signés lors de sa libération, refuse d'abandonner Grenade. L'année 1490 est une année d'inaction sur tous les plans.
Colomb, déçu, quitte la cour et envisage peut-être de partir chercher un autre protecteur, en France ou en Angleterre. Mais il se rend d'abord au monastère de la Rabida, à Palos, où il retrouve son ami de 1485, Antonio de la Marchena, ainsi qu'un autre franciscain, Juan Perez, qui a été confesseur de la reine. Convaincu à son tour par Colomb, il écrit une lettre à Isabelle et est convoqué à la cour, alors à Santa Fe, près de Grenade. C'est ensuite le navigateur qui est appelé à Santa Fe, avec une dotation considérable de 20 000 maravédis. Une nouvelle entrevue a lieu en décembre 1491 et la reine en sort convaincue.
Le 2 janvier 1492, Christophe Colomb est présent lorsque la ville de Grenade tombe aux mains des chrétiens, ce qui marque la fin de la reconquête de la péninsule Ibérique sur les musulmans.

#### Vers l'accord final (janvier-avril 1492)
Une nouvelle commission est formée. Cette fois, elle comprend des gens qui approuvent le projet de Colomb. Mais va se poser la question des exigences personnelles du navigateur, en cas de réussite : en l'occurrence, il veut une part des richesses ; le gouvernorat des terres atteintes ; le titre et la dignité d'Amiral. Sur ce dernier point, il y a d'abord un refus catégorique de Ferdinand d'Aragon. La fonction existante d'Amiral de Castille revient en effet à des nobles de très haut rang, les Enriquez, qui ont des liens familiaux avec la dynastie d'Aragon. Il n'est pas possible qu'un aventurier soit promu à un tel rang.
Les partisans de Colomb vont réussir à surmonter cet obstacle : l'Aragonais Louis de Santangel, trésorier de la maison du roi (1435-1498), Diego de Deza, prieur du monastère dominicain de San Esteban de Salamanque, Hernando de Talavera et de Juan Cabrero. S'étant assurés de l'accord d'Isabelle, en mettant en balance les retombées économiques potentielles — la découverte d'une nouvelle route vers les Indes permettrait de s'affranchir des intermédiaires orientaux — comparées à la modeste mise de fonds initiale requise, ainsi que les possibilités d'évangélisation et même la gloire de la reine, ils obtiennent celui de Ferdinand par défaut : il est probable que le projet de Colomb va échouer, donc les promesses qui lui sont faites seront nulles et non avenues.
Un accord est donc rédigé et signé en avril 1492 : les capitulations de Santa Fe.

#### L'accord final: les capitulations de Santa Fe (avril 1492)
Le 17 avril 1492, il signe près de Grenade, avec les Rois catholiques, les capitulations de Santa Fe, qui lui octroient notamment le titre de noblesse héréditaire d' « amiral de la mer Océane », les titres de vice-roi et de gouverneur général des territoires qu'il pourrait découvrir (la couronne d'Espagne lui accordant à cet effet des armoiries), un dixième des richesses qu'il en retirerait et un huitième du profit de son expédition.

### Le premier voyage (1492-1493)

Premier voyage : 3 août 1492 - 15 mars 1493.

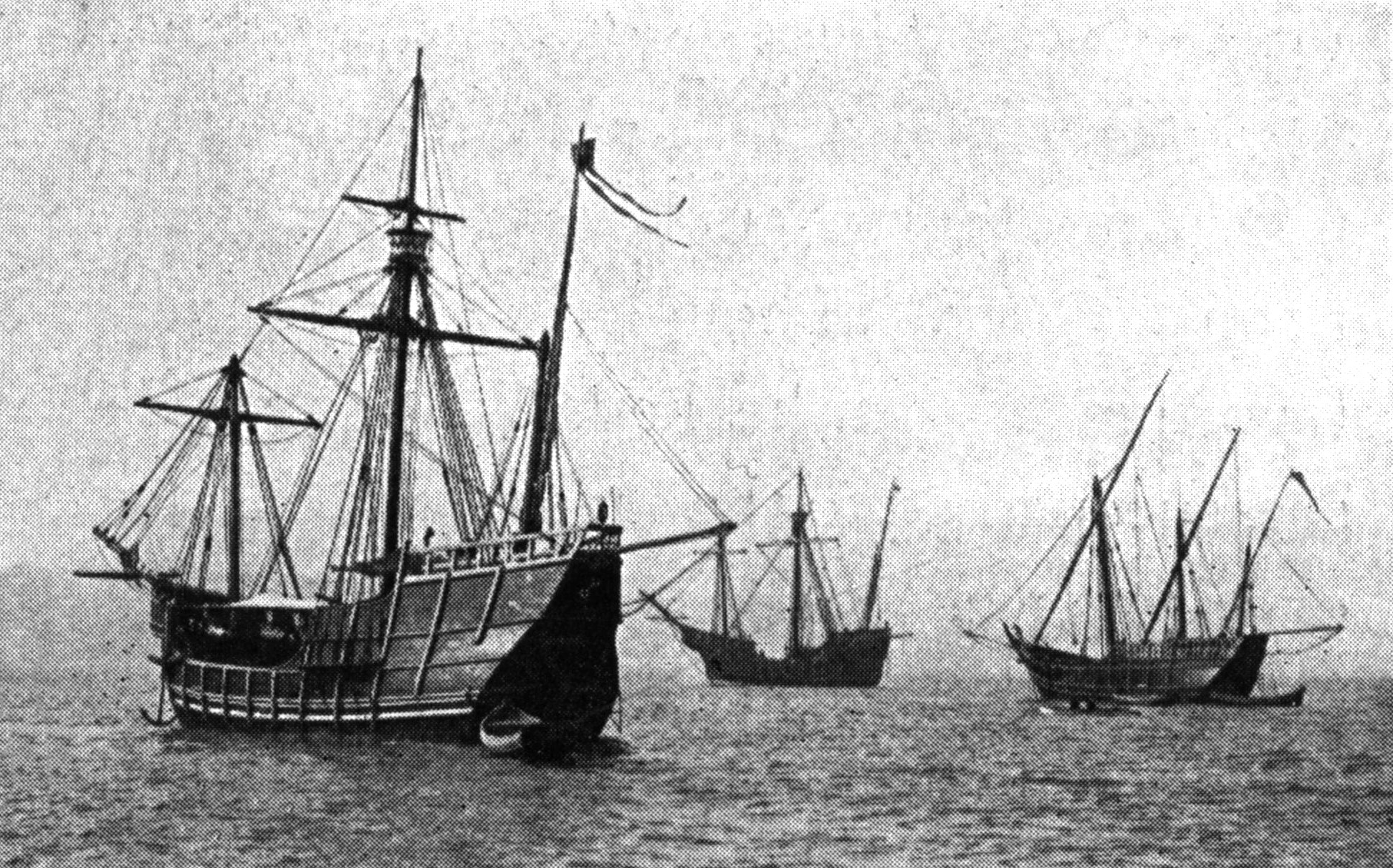
Répliques des trois navires de Colomb (1893).

Le voyage inaugural de Colomb est le mieux connu des historiens. Comme l'écrit Jacques Heers : « Pour nous en tenir au temps de Colomb, de tous les voyages maritimes du temps (…) aucun ne peut être connu (…) avec tant de minutie et de sérieux ». Deux documents permettent de suivre le trajet de la flotte de l'explorateur : le Journal, dans la version donnée par Bartolomé de Las Casas, et la lettre à Santangel, écrite le 14 février 1493 sur la route du retour, sorte de bilan de son expédition.
Par ailleurs, à compter de 1938, l'amiral américain Samuel Eliot Morison (1887-1976) a entrepris de refaire le périple du Génois et a pu, en ce qui concerne le premier voyage, « pointer sur la carte la position des navires chaque soir »,.

#### Préparatifs
La flotte de Colomb est armée dans le port de Palos de la Frontera, près de Huelva.
Les capitulations de Santa Fe sont accompagnées d'une injonction aux autorités de cette ville de fournir à Christophe Colomb les navires et les équipages pour son expédition. Le choix de Palos est sans doute dû aux liens de Colomb avec le monastère de La Rábida, où se trouve Antonio de Marchena, son premier soutien en Castille.
Le recrutement des équipages pose néanmoins quelques problèmes : peu de gens sont volontaires pour ce voyage. Le frère franciscain Antonio de Marchena joue de nouveau un rôle notable, notamment en permettant à Colomb de rencontrer et de convaincre les frères Pinzon, dont l'influence locale est grande. Néanmoins, quatre prisonniers dont un condamné à mort pour meurtre sont graciés et sortis de prison pour compléter l'équipage.
L'escadre est composée de trois navires — deux caravelles commandées par les frères Pinzon, la Pinta (Martín Alonso Pinzón) et la Niña (Vicente Yáñez Pinzón), et une caraque, le navire amiral la Santa María (Colomb), qui ne prendra ce nom que lors des voyages ultérieurs de Colomb[réf. nécessaire]) — avec environ 90 hommes d'équipage.
La plupart sont des Andalous, dont beaucoup de Palos, mais d'autres sont originaires du Pays basque, de la Meseta, voire de l'étranger. Un officier, Diego de Arana, est apparenté à Beatriz Enríquez de Arana, la mère de Fernand Colomb.
Parmi ces 90 personnes, on trouve non seulement des matelots et des mousses, mais aussi trois alguazils (un par navire), un interprète d'arabe et d'hébreu, et quelques autres spécialistes. 
Les préparatifs sont achevés fin juillet. La date de départ choisie est le 3 août, car le 2 est le jour de la fête de Notre-Dame.

#### La traversée de Palos à San Salvador, via Las Palmas (3 août-11 octobre 1492)
Le départ a lieu le 3 août 1492.
Colomb a choisi une route vers le sud, afin d'éviter les escadres portugaises au large des Açores et de passer par les îles Canaries, où une longue escale a lieu à Las Palmas de Gran Canaria, du 9 août au 6 septembre. Là, Colomb et ses hommes font provision de bois, d'eau et de vivres et les marins effectuent les réparations nécessaires. Puis ils reprennent la mer en descendant vers le golfe de Guinée puis en partant vers l'ouest en suivant les alizés : Colomb est ainsi le premier navigateur à utiliser ces vents réguliers qui traversent l'océan d'est en ouest. Les marins s'inquiètent d'ailleurs de leur force et de leur régularité, craignant de ne pas pouvoir les remonter au retour.
Dix jours plus tard, le 16 septembre, apercevant des masses d'herbes dans l'eau, les navigateurs croient être près de la terre ferme, alors qu'ils entrent dans la mer des Sargasses, située à environ 1 600 kilomètres des côtes américaines. L'océan Atlantique, recouvert de ces grandes algues, y est calme et les vents presque nuls. Les bateaux se trouvent immobilisés à partir du 19 septembre. Une grande inquiétude finit par s'installer au sein des équipages.
Le 25 septembre, Pinzón croit voir une terre, mais ce n'est en fait qu'une illusion d'optique. Le vent finit par se lever, mais les jours passent sans qu'aucune terre n'apparaisse. Colomb pense avoir dépassé les Indes orientales.
Le 7 octobre, Vicente Pinzon, est lui aussi victime d'une illusion d'optique. Colomb a une idée : observant le vol des oiseaux, il décide de changer de cap vers l'ouest-sud-ouest (il est aussi possible que ce changement ait été imposé à Colomb par Martín Pinzón).
Les 9 et 10 octobre, les marins sont à la limite de la mutinerie car ils craignent que les navires ne soient perdus, alors que les vivres et l'eau douce commencent à faire défaut.

#### La découverte d'une île (octobre 1492)

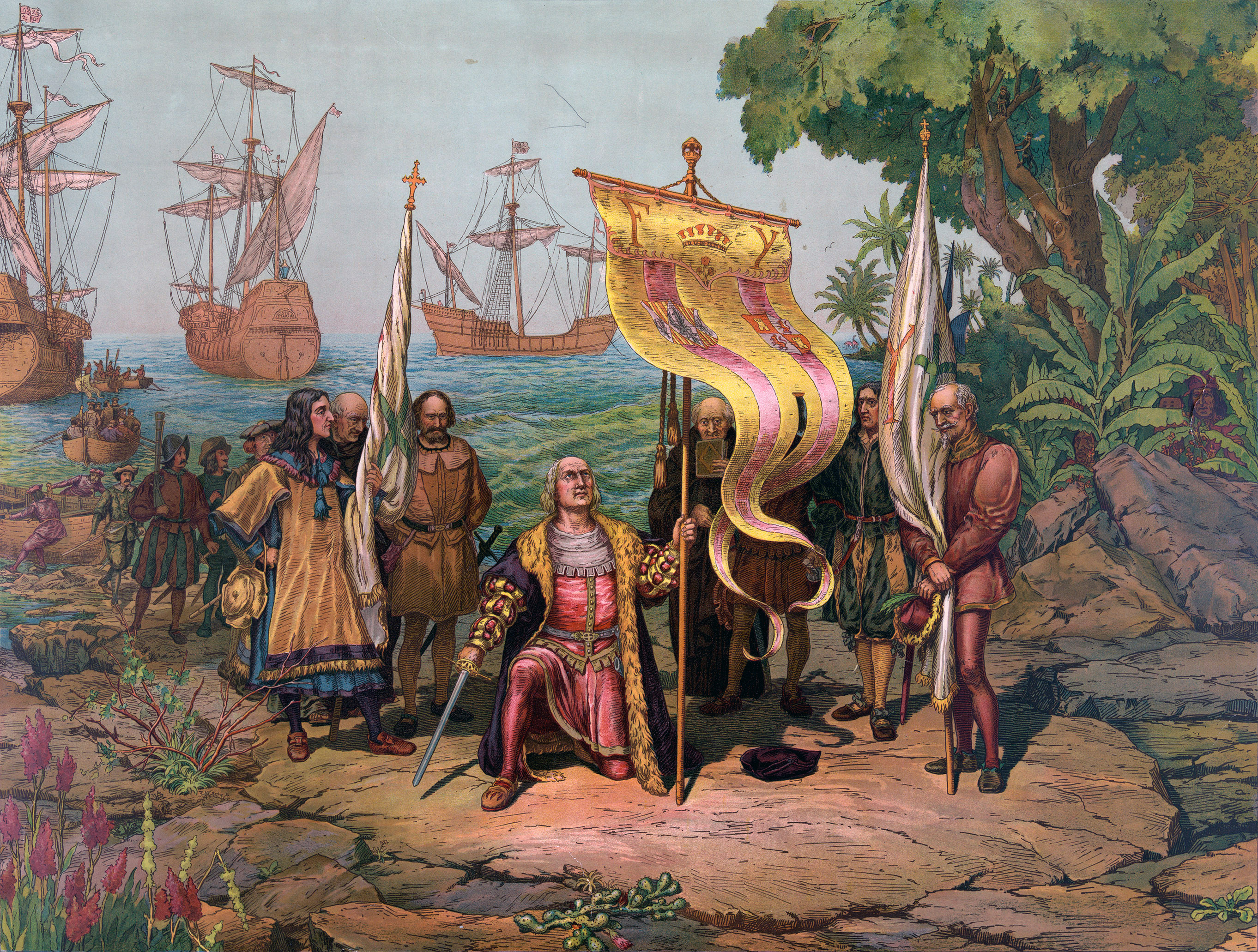
L'arrivée de Christophe Colomb en Amérique avec deux bannières blanches blasonnées d'une croix verte et une bannière jaune frappée des initiales F et Y des souverains Ferdinand II d'Aragon et Ysabel de Castille (gravure de 1883).

Le 12 octobre 1492 à deux heures du matin, au terme d'une traversée finalement presque parfaite, un marin de la Pinta, Rodrigo de Triana, annonce que la terre est en vue ; attendant le lever du jour pour pouvoir accoster, les vaisseaux restent prudemment à deux heures des côtes. Alors qu'une récompense de quelques milliers de maravédis a été promise à celui qui verrait le premier la terre, Rodrigo Triana ne recevra rien, Colomb prétendant avoir vu la côte avant lui[réf. nécessaire].
Colomb pense alors avoir atteint l'archipel du Japon, donc la partie la plus au nord des « Indes ».
Dans la matinée, Colomb et les frères Pinzón prennent place dans une barque. Ils débarquent dans une petite île, Guanahani pour les habitants Taïnos du lieu. Le navigateur fait enregistrer sa prise de possession au nom de la reine de Castille par le notaire qui les accompagne. Il nomme l'île en hommage au Christ : San Salvador, le Saint-Sauveur, et s'en fait proclamer vice-roi et gouverneur général.

#### La découverte des «Indiens»

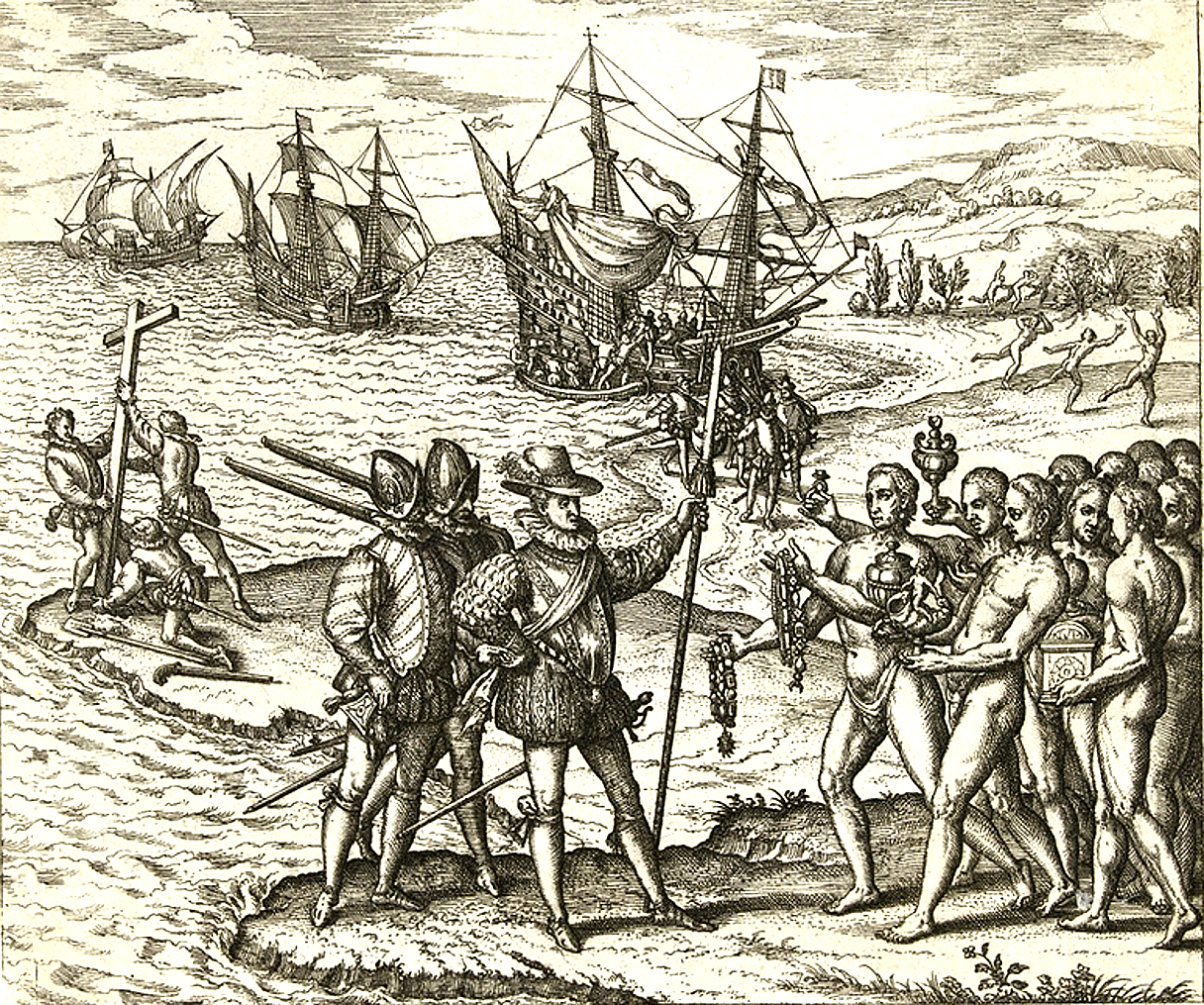
Espagnols face à des Sauvages « nus » et « innocents » prêts à partager leurs richesses et à devenir chrétiens. Gravure du XVIe siècle.

La rencontre avec des indigènes, qu'il nomme « Indiens », a lieu le jour même durant la cérémonie. Christophe Colomb décrit une première rencontre pacifique.
Colomb décrit les habitants de cette île comme ne connaissant ni l’État ni la propriété privée. Ils se montrent remarquablement amicaux et ne connaissent pas les armes : « C'était un peuple doux, pacifique et très simple ». « Puis, quand les chaloupes se rendirent à terre pour y renouveler les provisions d'eau, ces Indiens non seulement s’empressèrent d'indiquer les meilleures sources, mais encore se mirent à la disposition des matelots pour emplir les tonneaux et les rapporter aux bateaux ». Ceux-ci lui apportent du coton, des perroquets et d'autres objets. 
Les interprètes que le navigateur avait embarqués à son bord ne peuvent rien traduire. Colomb rapporte que, lors de ce premier contact, communiquant par gestes, à force de répétitions et malgré quelques quiproquos, les Taïnos leur ont indiqué que de l'or se trouve en quantité importante sur une grande île située au sud-est, habitée par des populations d'anthropophages qui leur sont hostiles.
Ces rapports sont à l'origine du mythe du Bon sauvage, popularisé notamment par Montaigne : la présentation par les navigateurs européens d'autochtones nus, innocents, prêts à partager leurs richesses et à devenir chrétiens devient classique au XVIe siècle.
L'ensemble des descriptions sont des écrits de la main de Colomb à destination de la reine Isabelle la Catholique. Ils ne peuvent être détachés du projet de conquête et d'exploitation des terres découvertes. En outre, le projet de Colomb est d'y faire des esclaves contrairement à la reine qui s'y oppose dès son second voyage (cf infra).
La description des habitants par Colomb donne l'idée d'un peuple docile, facile à soumettre, mais aussi d'autres tribus guerrières occupant des terres riches en or, probablement afin de motiver la souveraine à investir dans d'autres explorations et pour justifier de futurs combats.[pas clair]

#### Vicissitudes de l'expédition à Cuba et Saint-Domingue (28 octobre 1492-3 janvier 1493)
Le 28 octobre, Colomb accoste sur la grande île indiquée par les Taïnos, dans une baie aujourd'hui appelée « baie de Bariay ». Il donne à l'île, aujourd'hui Cuba, le nom de Juana, en l'honneur de l'infant don Juan, le fils des Rois catholiques.
Il pense connaître parfaitement sa position sur le continent asiatique. Se croyant à Cipango, Christophe Colomb envoie Luis de la Torre et Rodrigo de Jerez à la recherche du Grand Khan à l'intérieur des terres.
Ses hommes et lui-même apprennent à fumer de grandes feuilles séchées : le tabac.
Le 12 novembre, les vaisseaux reprennent la mer. Le 23 novembre, Colomb perd de vue la Pinta et accuse Martín Alonso Pinzón d'avoir déserté. En réalité, celui-ci est parti seul à la découverte de ce prétendu Japon tant convoité. Colomb revient à Cuba. On évoque alors devant lui une île située à l'est de Cuba, que les indigènes appellent Bohio. Il appareille le 4 décembre.
Le 6 décembre, la Niña et la Santa María mouillent dans une baie de l'île de Bohio (actuellement le « môle Saint-Nicolas » au nord-ouest d'Haïti). Colomb baptise du nom d'Hispaniola (La Española, « L'Espagnole ») car elle lui rappelle les campagnes de la Castille (aujourd'hui, en français, on appelle cette île partagée entre les États d'Haïti et de la République dominicaine « Hispaniola », mais aussi « Saint-Domingue »). Les habitants du lieu se montrent plutôt craintifs, pensant que les Espagnols viennent du ciel. Des relations amicales se nouent cependant et les marins reçoivent un peu d'or.
Mais un événement malheureux a lieu au cours de la nuit du réveillon de Noël (24 au 25 décembre 1492) : alors qu'un mousse se trouve seul à la barre de la Santa María, au mépris de toutes les règles de la marine, le navire vient s'échouer sur un récif. Le navire est perdu et seule l'aide des Indiens permet de débarquer dans l'urgence la plus grande partie de la cargaison. Colomb doit se résoudre à laisser 39 hommes sur place dans un fortin construit dans la baie de La Navidad (non loin de l'actuelle ville de Cap-Haïtien), avec le bois récupéré sur le navire échoué.
Alonso Pinzón rejoint Colomb le 6 janvier 1493. Il essaie de justifier son départ solitaire en exploration. Colomb, estimant qu'il vaut mieux ne pas se diviser, fait semblant d'accorder du crédit au récit de Pinzón. Longeant les côtes nord de l'île, les deux navires rescapés arrivent dans la baie de Samaná, ils y rencontrent les cannibales évoqués précédemment. Plus agressifs que les Arawaks, ils déclenchent une escarmouche et Colomb décide de battre en retraite. Mais les marins en ont assez de leur séjour dans ces îles, ils veulent rentrer en Europe.

#### Le retour (janvier-mars 1493)
Christophe Colomb met le cap vers l'Espagne le 16 janvier 1493, aidé par de bons vents, plus au nord.
Le 12 février, la Pinta, commandée par Alonso Pinzón, disparaît de nouveau lors d'une tempête. Les marins de la Niña prennent peur et prient. Colomb craint de ne pas arriver en Espagne pour conter ses découvertes, il consigne celles-ci sur un parchemin qu'il entoure d'une toile cirée et met dans un tonneau qu'il jette à la mer, demandant à celui qui le découvrira de porter le parchemin au roi d'Espagne.
Trois jours après, le temps se calme. La Niña s'arrête dans une île de l'archipel portugais des Açores. Il est fraîchement reçu par le gouverneur portugais. Le 18 du mois, le vaisseau repart, mais une nouvelle tempête lui fait perdre son cap.
Le 4 mars, Colomb arrive dans l'estuaire du Tage. La nouvelle de sa découverte des « Indes » s'est déjà répandue. De tout Lisbonne, la population se précipite pour voir les Indiens qu'il a ramenés à son bord. Colomb apprend que la Pinta de Martín Pinzón, qui avait dérivé vers la Galice, est arrivée avant lui au port de Baiona.
Jean II, roi de Portugal, demande à voir l'explorateur. Le 9 mars, Colomb est reçu en audience privée. À la fin de l'entretien, le roi affirme que c'est à lui que reviennent les découvertes de Colomb, en vertu du traité entre le Portugal et la Castille de 1479 et de la bulle pontificale de 1481.
Colomb quitte le Portugal le 13 mars pour Palos, qu'il atteint le 15, en même temps que la Pinta, dont le capitaine, Alonso Pinzón, meurt un mois plus tard.

### Le deuxième voyage (1493-1496)

Deuxième voyage : 25 septembre 1493-11 juin 1496.

À Palos, Colomb est reçu en héros par la reine de Castille et son époux.

#### Préparatifs
Puis il prépare une seconde expédition, beaucoup plus ambitieuse, avec une flotte de dix-sept navires et environ 1 500 hommes, dont sept-cents colons et douze missionnaires, ainsi que des chevaux (les premiers emmenés sur le continent américain), des bêtes de somme et du bétail.
Son objectif est de retrouver les 39 hommes qu'il a laissés dans la baie de la Navidad et de fonder une colonie sur Hispaniola (actuel Saint-Domingue).
Durant cette période, la reine Isabelle est confrontée au problème liés aux revendications portugaises et obtient du pape une bulle en sa faveur.

#### Le voyage: de Cadix à La Navidad (25 septembre-28 novembre)
Il lève l'ancre le 25 septembre 1493 de Cadix et suit le même trajet que lors du premier voyage.
La première terre qu'il aperçoit - vingt et un jours après avoir quitté les Canaries[pas clair] - est une île qu'il baptise Desiderada (La Désirade), tant la vue d'une terre était désirée par les hommes d'équipage.
Le dimanche 3 novembre 1493, une autre île est en vue, que Colomb nomme Maria Galanda (Marie-Galante), du nom du navire amiral.
Il débarque le même jour sur la troisième, Dominica (la Dominique) puisque c'est un dimanche (dies Dominicus, « le jour du Seigneur »).
Le lendemain matin, ils reprennent la mer vers une plus grande île dont ils ont aperçu au loin les sommets. Colomb décide d'y jeter l'ancre et d'accorder quelques jours de repos à ses hommes. Il la nomme d'abord Caloucaera, d'après le nom donné par les Caraïbes, Karukera, mais elle est ensuite rebaptisée Santa María de Guadalupe de Estremadura (aujourd'hui, la Guadeloupe, précisément Basse-Terre) pour honorer une promesse faite à des religieux lors d'un pèlerinage de donner le nom de leur monastère à une île, ou qu'il s'était faite à lui-même lors des tempêtes de son précédent retour[pas clair].
Puis il repart vers le nord en direction d'Hispaniola. Il aperçoit une petite île qu'il baptise Montserrat en référence au massif de Montserrat, montagne proche de Barcelone, où se trouve l'abbaye de Montserrat.
Le 11 novembre 1493, jour de la fête de saint Martin de Tours, Colomb baptise Saint-Martin une île aperçue au large et une autre petite île aperçue à l'horizon reçoit le nom de Saint-Barthélemy, en référence à son frère Bartolomeo.
Le 28 novembre, il arrive à La Navidad, où il constate que le fort est détruit et que les 39 hommes sont morts.

#### La colonie de La Isabela (janvier-avril 1494)
Le 2 janvier 1494, il abandonne La Navidad pour fonder La Isabela (près de l'actuelle ville domicaine de Puerto Plata). Il passe les quatre mois suivants à organiser la première colonie espagnole du Nouveau Monde dont Bartolomeo Colomb est nommé gouverneur, secondé par Giacomo.
Le 2 février, il renvoie en Espagne douze bâtiments sous le commandement d'Antonio de Torres, à qui il confie un rapport destiné aux souverains catholiques, document qui a été conservé.

#### Reprise de l'exploration: Cuba et la Jamaïque (24 avril-29 septembre)
Le 24 avril, ayant décidé de reprendre une activité d'exploration, Colomb part avec trois navires, dont la Niña, vers l'Ouest pour, comme l'écrit Morison, « suivre la côte jusqu'au moment où il obtiendrait la preuve définitive du caractère continental de cette terre et, si possible, prendre contact avec le Grand Khan qui semblait toujours se dérober devant lui ».
Il suit la côte sud de Cuba, jusqu'au 3 mai puis part vers le sud, atteignant la côte nord de la Jamaïque. Il reprend le 14 l'exploration de la côte sud de Cuba en naviguant vers l'ouest. À moins de cinquante milles du cap Corrientes (es), Colomb décide que Cuba est bien une péninsule du continent asiatique. Il ordonne à tous les hommes qui l'accompagnent de le certifier par écrit et de s'engager à ne jamais affirmer le contraire sous peine d'une amende de mille maravédis.
Le 13 juin, il s'engage sur la route du retour et en profite pour faire le tour de la Jamaïque. La navigation dans les cayes est difficile.
Il est de retour à La Isabela le 29 septembre, malade et déprimé, premiers signes d'une dégradation de son état de santé, due en grande partie à l'arthrite.

#### Le désastre de la colonisation d'Hispaniola
À Hispaniola, selon l'expression de Denis Crouzet, « un immense désastre a débuté ».
Les colons exploitent les Indiens en leur imposant un tribut d'or et de coton et nombre d'entre eux ont été réduits en esclavage. Les mauvais traitements, dont la torture, entraînent une très importante mortalité. Cédant au désespoir, des Indiens se réfugient dans les montagnes, abandonnant leurs activités agricoles. Les rares insurrections sont réprimées sans état d'âme. Dès son retour, Colomb déploie tout son énergie pour rétablir l'ordre. C'est en fait le début de la disparition de la population et de la culture arawak dans cette île (puis dans les autres îles des Caraïbes).

#### Le retour et la question de l'esclavage des Arawaks
Colomb repart pour l'Espagne le 20 avril 1496, emmenant avec lui cinq cents Arawaks, destinés à être vendus comme esclaves, dont deux cents meurent au cours de la traversée. Il atteint Cadix le 11 juin.
Cette réduction en esclavage d'Indiens et leur transfert en Espagne ne sont pas acceptés par les Rois catholiques qui font libérer les survivants. Ils considèrent en effet que les indigènes des terres découvertes sont leurs sujets et bénéficient de toute leur protection. Jacques Heers voit dans ce désaccord fondamental l'origine de la disgrâce de Colomb.

### Le troisième voyage (1498-1500)

Troisième voyage : 30 mai 1498 – fin octobre 1500.

Il semble que ce soit après son retour du deuxième voyage que Colomb ait décidé de revêtir l'habit des frères mineurs.

#### Préparatifs
Il souhaite organiser tout de suite un troisième voyage, mais les Rois catholiques sont occupés à défendre leurs intérêts, surtout ceux du royaume d'Aragon, en Italie, où la France (Charles VIII) a lancé la première d'une longue série d'expéditions (première guerre d'Italie (1494-1497)).
Ce n'est que le 23 avril 1497 qu'ils donnent des instructions pour un nouveau voyage,.
La préparation de ce voyage, affrètement des navires et enrôlement des équipages, est longue et difficile.
Avant de partir, grâce à la faveur des souverains, Colomb établit le 22 février 1498 un majorat en faveur de son fils aîné Diego.

#### Le voyage: de Sanlucar au Venezuela (juin-août 1498)
Le 30 mai 1498, les six navires commencent leur voyage dans l'Atlantique en passant la barre de Sanlúcar de Barrameda.
Colomb souhaitant explorer le sud des Antilles, il descend jusqu'aux îles du Cap-Vert avant de mettre le cap à l'ouest. Cependant, au cours de l'escale de La Gomera aux îles Canaries, trois navires, commandés par Harana, Carjaval et Giovanni Colomb, partent directement ravitailler les colons d'Hispaniola.
Arrivé aux Antilles, Colomb navigue vers le sud-ouest et atteint les îles de Saint-Vincent, de la Grenade, de Trinité et de Margarita.
Le 5 août 1498, il arrive à l'embouchure de l'Orénoque, sur la côte de l'actuel Venezuela, où il constate une grande quantité d'eau douce dans la mer.

Il en déduira l'existence du continent sud-américain en tant que continent austral inconnu, par ces mots : 

« Et je dis que si ce n’est pas du Paradis terrestre que vient ce fleuve, c’est d’une terre infinie, donc située au midi, et de laquelle jusqu’à ce jour il ne s’est rien su »

#### Hispaniola (août 1498-août 1500): une situation de crise
Le 31 août, Colomb arrive à Hispaniola. Cela fait deux ans et neuf mois qu'il a quitté l'île. Il la retrouve en proie à des troubles graves orchestrés par Francisco Roldan Jiménez que Bartolomeo Colomb, capitaine général et président du Conseil des gouverneurs, n'arrive pas à surmonter.

#### Arrestation et renvoi en Espagne (août-septembre 1500)
En août 1500, Francisco de Bobadilla, enquêteur royal et émissaire des Rois catholiques, arrive sur l'île et fait emprisonner les trois frères Colomb avant de les renvoyer en Espagne après avoir découvert avec horreur sept Espagnols pendus aux potences de la place publique de Saint-Domingue.
Fin octobre 1500, enchaîné dans la cale, Christophe Colomb débarque à Cadix, humilié et accusé.

### Le quatrième voyage (1502-1504)

#### Une période de disgrâce (novembre 1500-mars 1502)

Quatrième voyage : 9 mai 1502 – 7 novembre 1504.

Colomb doit attendre six semaines d'être libéré et amené à la cour, où il reçoit une gratification de 2 000 ducats.
En décembre 1500, il se rend à Grenade afin de faire réparer l'injustice dont il s'estime victime. Il envoie de nombreux courriers pour appuyer ses revendications, mais en vain.
Le 13 septembre 1501, Nicolás de Ovando est nommé gouverneur et magistrat suprême des îles des Indes. Il ne reste alors à Colomb que son titre de vice-roi, désormais strictement honorifique, et ses privilèges.
Il décide donc de repartir en voyage d'exploration pour essayer de trouver plus loin à l'ouest des Caraïbes un passage vers les régions riches des Indes, étant toujours persuadé que Cuba n'est autre que la province chinoise de Mangi.
Le 14 mars 1502, les souverains donnent leur accord, acceptent de financer l'expédition et lui donnent des instructions précises[pas clair].

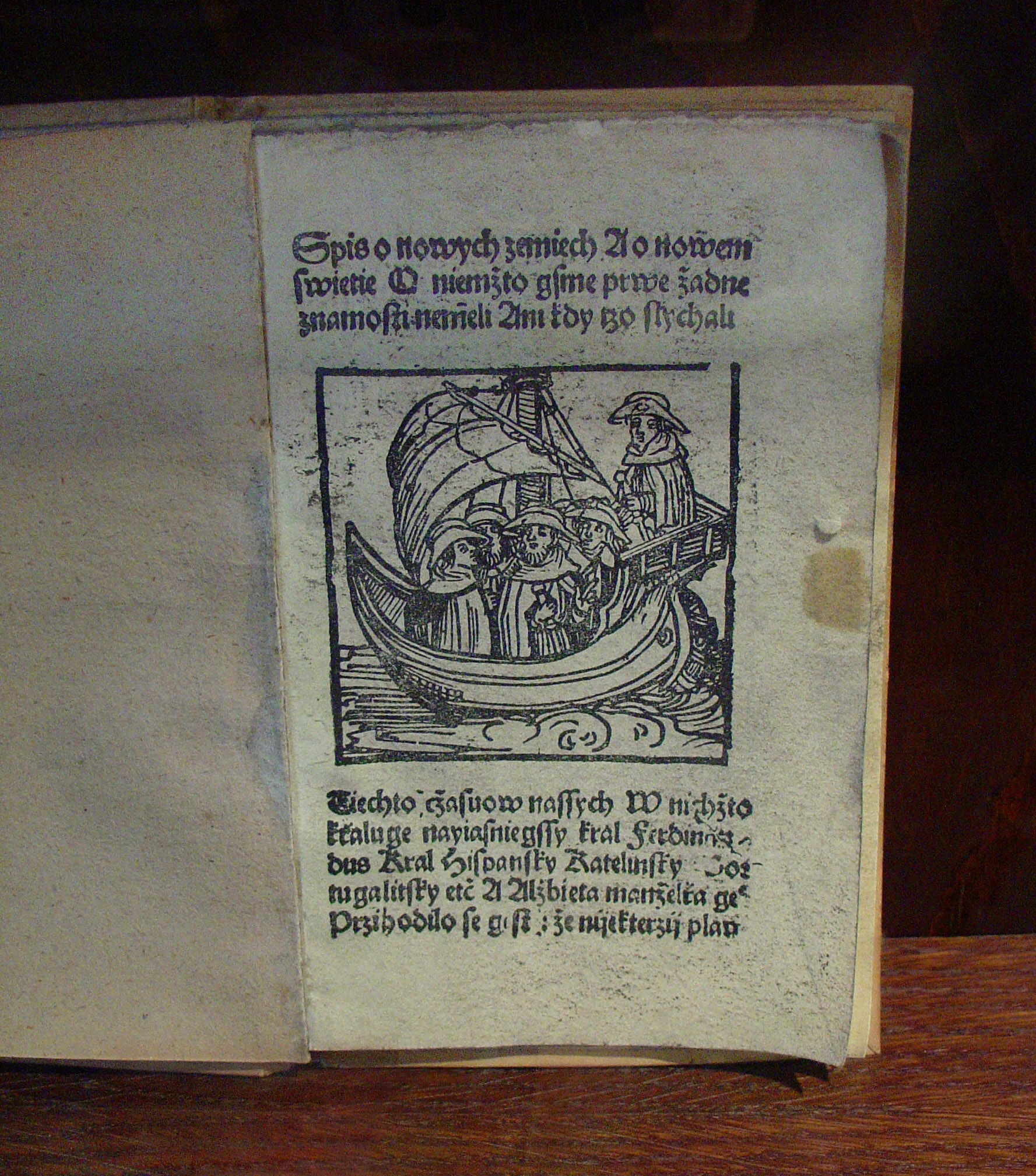
Le Livre des nouvelles terres, contenant la plus ancienne mention imprimée du voyage de Christophe Colomb (Pilsen, Mikiláš Bakalář, 1506), est conservé au monastère de Strahov.

#### Préparatifs
La flotte est composée de quatre caravelles pour cent quarante membres d'équipage dont une importante proportion de mousses : la Capitana, navire amiral, le Santiago, commandé par Bartolomeo Colomb, la Gallega et la Vizcaina.
Colomb n'emporte donc aucun ravitaillement pour Hispaniola que ses instructions lui intiment de ne pas aborder, sauf en cas d'extrême nécessité.

#### Des sources lacunaires
Aucun récit exhaustif ne décrit précisément les événements survenus lors de ce quatrième et dernier voyage. Il semble en effet que l'amiral n'ait pas tenu de journal ; il est cependant possible que son fils Fernando, alors âgé de treize ans, ait pris des notes sous la dictée de son père, notes dont quelques éléments figureraient dans le récit qu'il a écrit plus tard. Colomb a écrit après coup une relation abrégée (juin-juillet 1503) destinés aux Rois catholiques, parvenue jusqu'à nous.

#### Le voyage: de l'Espagne à la Jamaïque (11 mai 1502-25 juin 1503)
Le départ a lieu le 11 mai 1502.
Le 15 juin 1502, il accoste au Carbet dans l'île de la Martinique ; le 18, il atteint la Dominique et parvient le 24 à Saint-Domingue.
Malgré l'interdiction d'aborder à cette île, Colomb y abrite un moment sa flotte car il pressent l'imminence d'un cyclone tropical.
Colomb navigue ensuite jusqu'en juin 1503 le long des côtes de l'actuel Costa Rica (île Uvita, alors baptisée La Huerta), du Veragua et du Panama.

#### Le séjour forcé à la Jamaïque (juin 1503-juin 1504) et le retour en Espagne (septembre-novembre)
Ce sont des bateaux faisant eau de toute part que Colomb fait échouer dans la baie de Santa Gloria (Jamaïque) le 25 juin 1503.
Les équipages vont y survivre un an. Durant ce séjour, Colomb manque de peu mourir de la malaria, mais il est soigné avec succès par les Indiens.
Un Espagnol, Diego Méndez, accompagné de quelques indigènes, pagayent en canoë jusqu'à Hispaniola pour obtenir de l'aide, mais Nicolás de Ovando, qui déteste Colomb, fait obstruction à tous les efforts de sauvetage.
Pendant ce temps, Colomb, dans un effort désespéré pour que les natifs continuent à l'approvisionner, regagne leurs faveurs en prédisant l'éclipse lunaire de mars 1504, à l'aide des tables astronomiques d’Abraham Zacuto,,.[pas clair]
Les secours arrivent finalement à la fin juin 1504. Les survivants repartent pour l'Espagne le 12 septembre 1504, et arrivent le 7 novembre dans le port de Sanlúcar de Barrameda.

### Dernières années

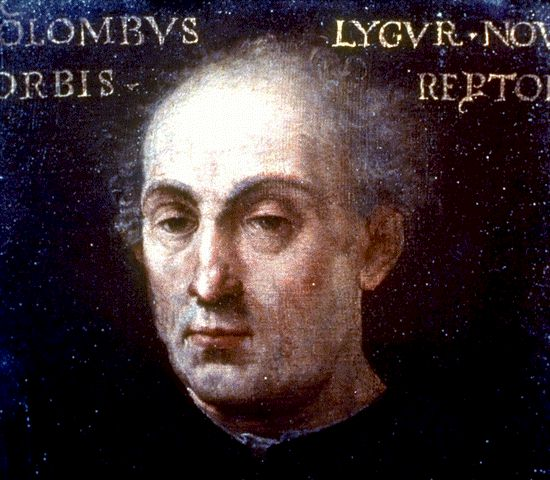
Christophe Colomb – portrait en 1551 par Paul Jove.

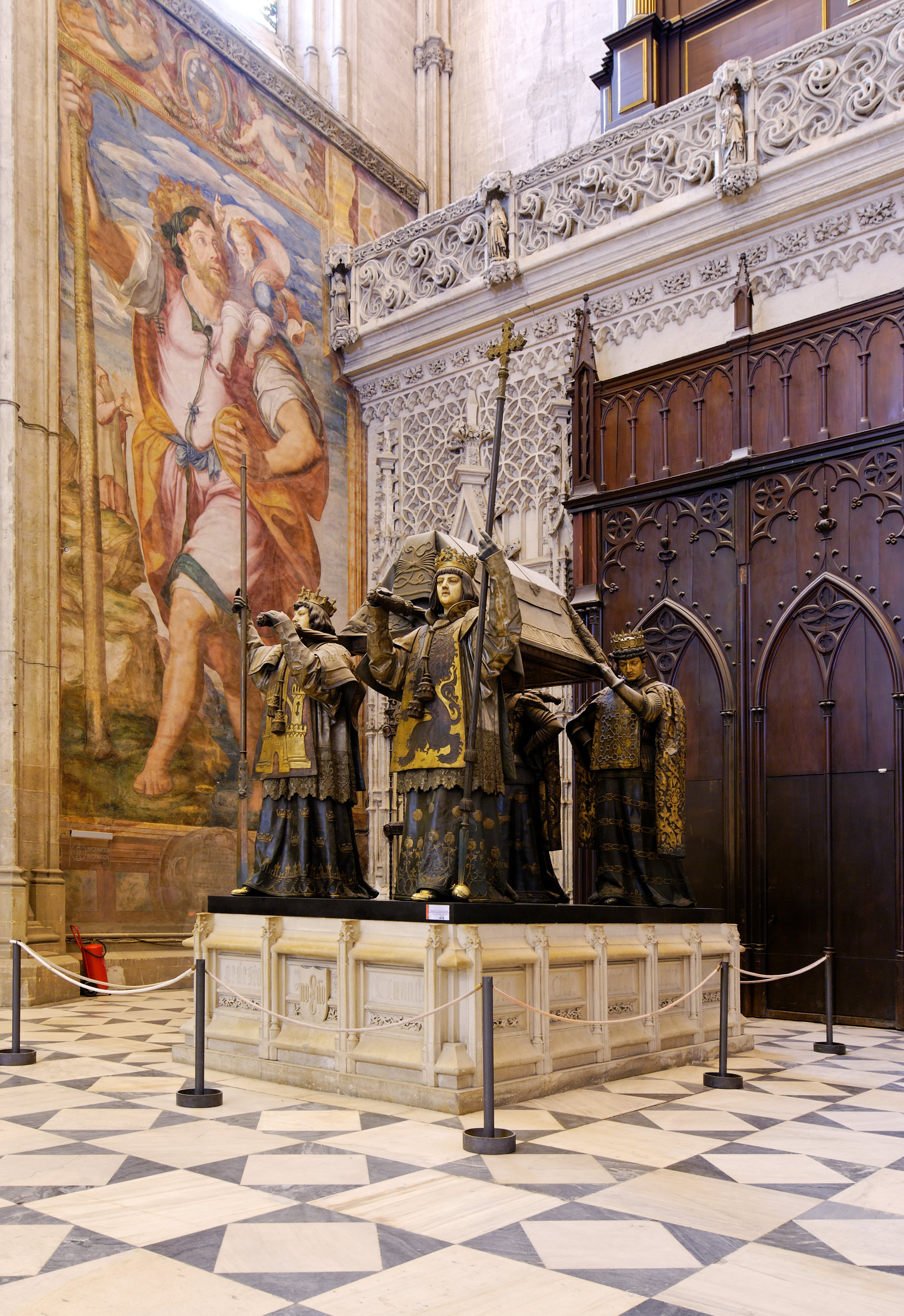
Tombeau de Christophe Colomb dans la cathédrale de Séville.

Il est physiquement très diminué après son retour, souffrant en particulier d'une très invalidante goutte et de problèmes ophtalmologiques, ce qui l'empêche dans un premier temps de se rendre à la cour, qui s'est installée à Medina del Campo.
Installé à Séville, il y envoie son fils Ferdinand et son frère Bartolomeo afin qu'ils « s'occupent de ses affaires ». Il reste en contact avec eux par la poste et par messagers particuliers, notamment avec Amerigo Vespucci. Il essaye de faire reconnaître ses droits et d'obtenir les richesses qui lui reviennent.
Il vient à la cour durant l'été 1505, à dos de mule, permission temporaire accordée par le roi[pas clair] d'Aragon, régent de Castille depuis la mort d'Isabelle le 26 novembre 1504. Cette tentative échoue de nouveau : ayant compris ce qu'impliquent les découvertes de Colomb (non pas les Indes, mais un nouveau monde), Ferdinand « n'entend nullement restituer à l'Amiral les prérogatives financières et gouvernementales » spécifiées le 30 avril 1493 au retour du premier voyage de Colomb.

### Décès et inhumation

#### Circonstances de la mort

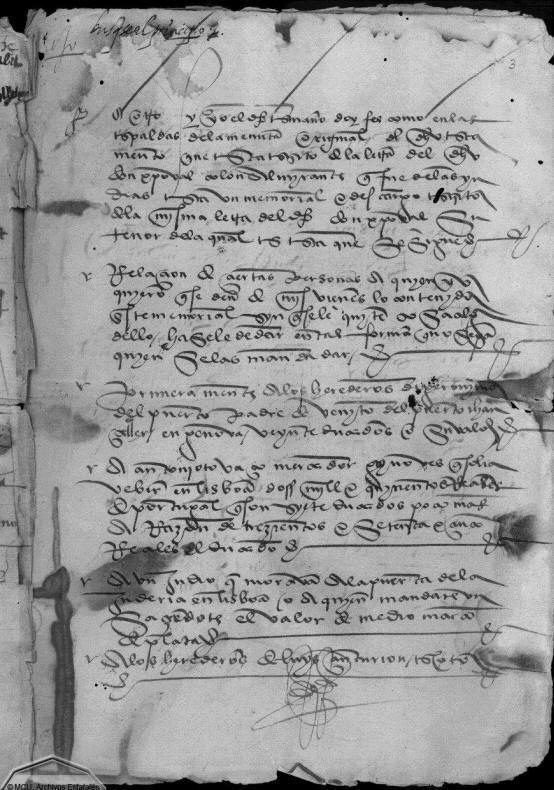
Codicille de Christophe Colomb (1506)

Il meurt le 20 mai 1506 à Valladolid entouré de ses fils et de son frère, après avoir établi un testament qui confirme en particulier le majorat établi au profit de son fils aîné Diego. Celui-ci sera nommé gouverneur d'Hispaniola en 1508.
Comme l'écrit l'historienne Marianne Mahn-Lot : « Il faut abandonner l'image romantique de l'homme de génie mourant méconnu, dans l'oubli et la misère. Jusqu'au bout, l'Amiral gardera des amis fidèles, parmi lesquels d'importants personnages. Et il recevra de grosses sommes sur les revenus des Indes — avec des retards et incomplètement, il est vrai ».

#### Les inhumations successives (1506-1898): Valladolid, Séville, Saint-Domingue, La Havane, Séville

Portrait posthume de Christophe Colomb peint par Sebastiano del Piombo (avant 1547).

Christophe Colomb est d'abord enterré dans l'église du couvent Saint-François de Valladolid par la faveur de l'ordre des Franciscains, dans lequel il a de nombreux protecteurs.
En 1529, Diego fait transférer les restes de Christophe Colomb dans la chapelle Sainte-Anne du monastère de la Cartuja à Séville où il avait trouvé refuge après son troisième voyage.
En 1541, conformément aux volontés du défunt, la veuve de Diego obtient de Charles Quint que la dépouille soit transférée dans la cathédrale Notre-Dame-de-l'Incarnation de la ville de Saint-Domingue. C'est aussi dans ce lieu que les trois fils de Diego seront inhumés.
Le 22 juillet 1795, par le traité de Bâle, l'Espagne cède à la France la partie orientale de l'île de Saint-Domingue en échange de certains territoires dans les Pyrénées. Les Espagnols évacuent l'île et les restes de Colomb partent à La Havane, toujours colonie espagnole. Le territoire cédé à la France est recouvré par l'Espagne en 1809, mais les restes de Colomb ne sont pas ramenés de La Havane.
En 1898, lorsque Cuba devient indépendante après la guerre hispano-américaine, les restes de Colomb reviennent en Espagne où un tombeau monumental est construit dans la cathédrale de Séville.

#### L'affaire des ossements découvert à Saint-Domingue en 1877

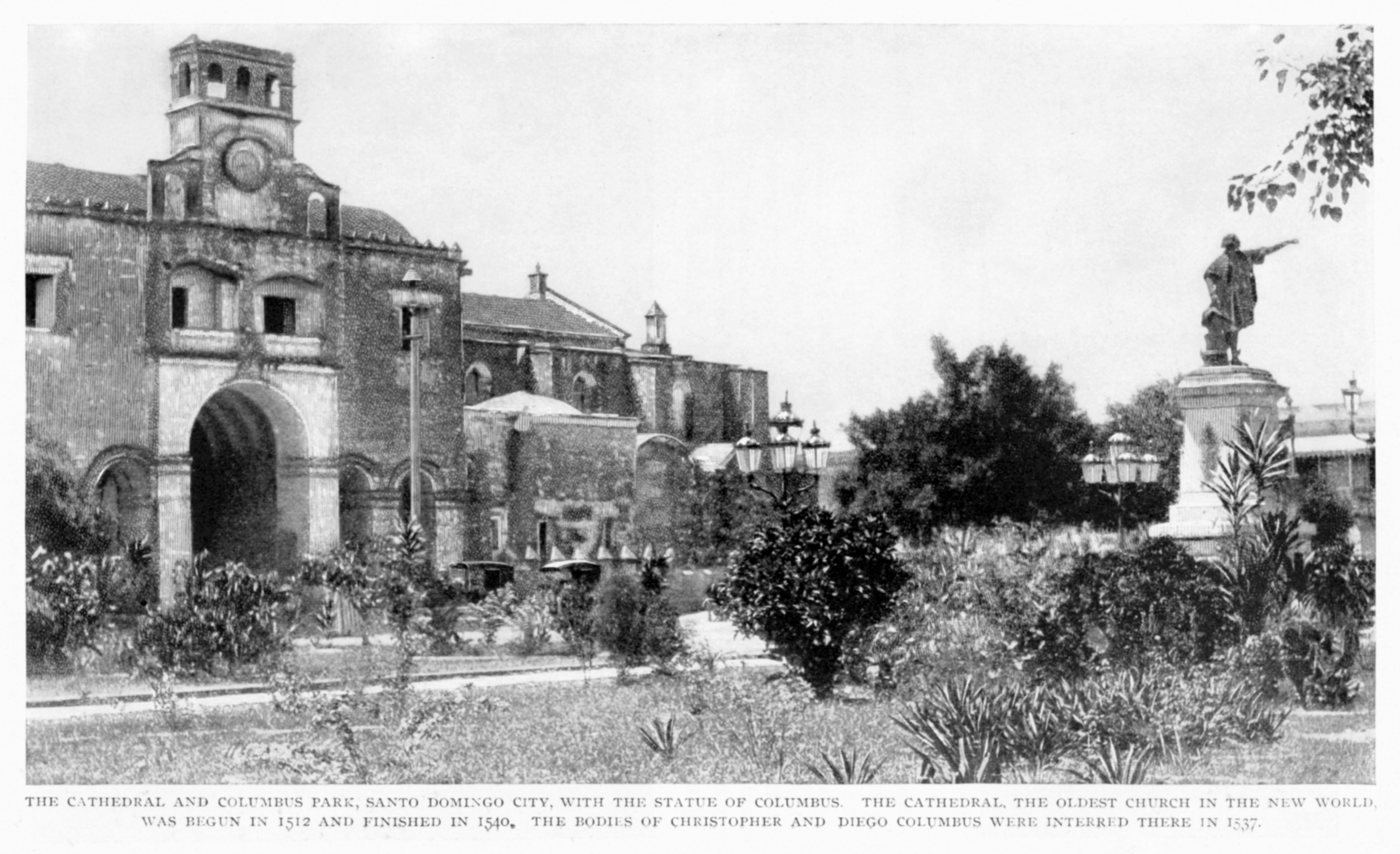
Cathédrale de Saint-Domingue fondée en 1512-1540, avec la statue de Christophe Colomb dans le parc Colombus (photographie de 1899)

En 1877, on découvre dans la cathédrale de Saint-Domingue un coffret en plomb contenant des restes d'os et portant l'inscription « Varón ilustre y distinguido Cristóbal Colón ».
Depuis cette date, les autorités de la République dominicaine (établie en 1844) affirment que le corps transféré à Cuba n'était pas celui de Colomb. En 1992, les restes découverts en 1877 sont placés dans le phare de Colomb (République dominicaine), monument construit pour le 500e anniversaire de la découverte du Nouveau Monde.
En 2006, des analyses ADN confirment que le corps amené à Séville est au minimum apparenté génétiquement à Christophe Colomb. En 2024, les analyses du professeur de médecine légale José Antonio Lorente de l'université de Grenade confirment que l'explorateur repose dans la cathédrale de Séville,.

## Christophe Colomb en son temps

### Relations des Espagnols avec les autochtones à l'époque des voyages de Colomb

#### Conséquences de l'erreur géographique de Colomb
Persuadés de se trouver sur les terres d'Asie, Colomb et ses hommes ont essayé d'entrer en contact avec les souverains asiatiques qu'ils connaissent, notamment le mythique « Grand Khan ». Les indigènes sont d'autant mieux traités que Colomb les croit proches de ce souverain.
Au fur et à mesure des voyages, les Espagnols constatent que les autochtones ne connaissent pas les souverains espérés, même de nom. Ils attribuent cette ignorance aux lacunes culturelles des indigènes rencontrés. Ils prennent conscience qu'ils sont mieux armés que les natifs et qu'une conquête de ces territoires serait très facile, comme le montrent les courriers adressés aux Rois catholiques[réf. souhaitée].

#### Prégnance des points de vue européens duXVesiècle
Colomb et les membres de ses expéditions, marins et non marins, se comportent avec les idées de la fin du XVe siècle. Par la bulle Inter caetera du 3 mai 1493, le pape octroie au seul royaume de Castille le droit de colonisation des Amériques à la condition expresse de l'évangélisation des indigènes qui s'y trouvent.
À partir du moment où Colomb débarque des Espagnols et les installe sur une île, comme c'est le cas à Hispaniola avec le fort de la Navidad (premier voyage), puis la colonie de la Isabela (deuxième voyage), il n'est plus simplement « l'amiral », mais devient « vice-roi et gouverneur », avec pouvoirs de commandement militaire et pouvoirs de justice. S'il s'absente pour repartir en mer, il doit déléguer ses pouvoirs politico-militaires à un lieutenant choisi par lui (Diego de Arana à la Navidad ; Giacomo Colomb, son frère, à la Isabela).
Si cette île est habitée, comme c'est le cas à Hispaniola, se pose la question des relations avec les habitants, qui est surdéterminée par la question des rapports de force : lors du premier voyage, les Espagnols sont dans une situation de nette infériorité (les défenseurs du fort de la Navidad en font l'expérience de façon tragique) ; c'est moins le cas lors du deuxième voyage, qui implique environ 1 500 Espagnols au départ.

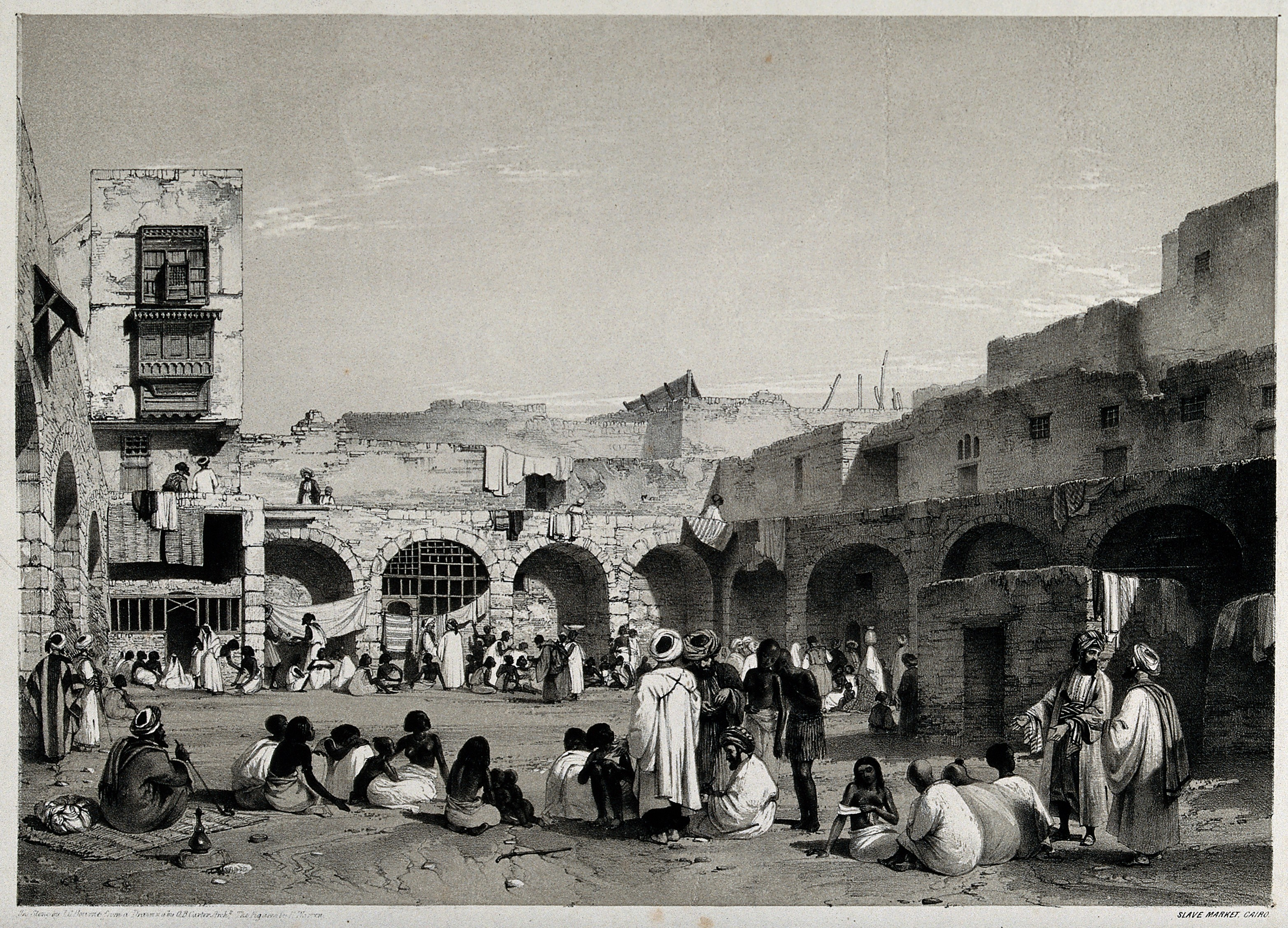
Marché aux esclaves au Caire (v. 1830).

Avant de venir en Castille, Christophe Colomb a passé plusieurs années au Portugal (1476-1485), où la traite des Noirs est pratiquée dès le XVe siècle à partir des comptoirs établis le long de la côte d'Afrique, les Portugais reprenant à leur compte, par une autre voie, la pratique de la traite transsaharienne qui aboutissait aux villes musulmanes de la côte méditerranéenne et au Caire, le plus grand marché aux esclaves (les Mamelouks d'Égypte étaient d'ailleurs à l'origine des esclaves militaires). Il est clair que pour Colomb, la réduction en esclavage d’« Indiens » ne pose pas de problème : dans son Mémoire de 1494 (deuxième voyage), il écrit aux Rois catholiques que, malgré l'absence de grandes quantités d'or à Hispaniola, la colonie pourra être financée par la vente d'esclaves. Mais il semble que la reine Isabelle était en désaccord avec lui sur ce point.

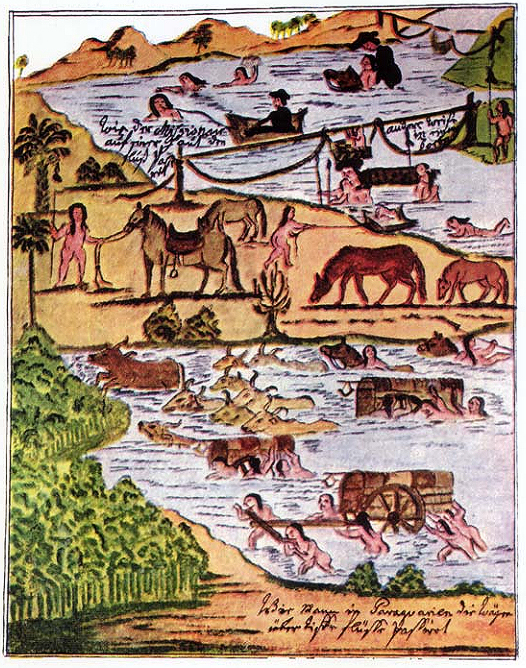
Traversée d'une rivière par des Jésuites et des Indiens (XVIIIe siècle).

En ce qui concerne les marins, et à partir du deuxième voyage, les militaires et autres Espagnols non marins, ils viennent pour la plupart des royaumes d'Aragon et de Castille qui pratiquent l'esclavage et le servage.
Toutefois, à partir de 1500, date de l'arrestation et du renvoi de Colomb, la Couronne reprend le contrôle de la colonie d'Hispaniola. Le système utilisé pour la colonisation à partir de ce moment (à Hispaniola, puis à Cuba à partir de 1511, etc.) reprend alors celui qui a été utilisé au cours de la Reconquista : l'encomienda, structure de type féodal.
Un autre aspect de la question est celui de l'évangélisation des « Indiens » : l'évangélisation est incluse dans le programme du premier voyage, en direction des habitants des « Indes » (d'extrême-orient) qu'on s'attend à rencontrer, mais ce n'est qu'à partir du deuxième voyage que les évangélisateurs sont présents en assez grand nombre, pour les indigènes d'Hispaniola ou d'autres îles des Caraïbes. Très tôt, Colomb se rend compte qu'un problème majeur est celui de la langue. C'est pourquoi, lorsqu'il renvoie plusieurs navires en Castille en 1494, il y place plusieurs Indiens (captifs) destinés à apprendre le castillan pour être ramenés ensuite à Hispaniola afin de servir d'interprètes[réf. nécessaire].

#### Conditions de vie des premiers colons
Les conditions de vie pour les colons étaient globalement mauvaises dans les premiers établissements.
Bien que Colomb ait prétendu que les Indiens ne connaissaient pas les armes[réf. nécessaire], le premier établissement construit, La Navidad, fut retrouvé au retour de Colomb incendié et ses hommes morts.

Le 6 janvier 1494 une première messe fut célébrée dans la colonie Isabella. On y manquait de tout. La faim était le principal fléau. On y recense 8 femmes blanches, 5 frères franciscains. On y mourait beaucoup notamment d'une forme virulente de la variole. Cette forme alors inconnue en Europe est probablement ramenée des Caraïbes par les colons. Les tentatives de rébellions étaient constantes et le seul espoir pour les colons. Consuelo Varela analyse les témoignages des premiers colons entre 1495 et 1500, et conclut : 
« Rien ni personne ne semble attrayant ou agréable. Les colons étaient en majorité des escrocs et des voyous aux yeux du Vice-Roi, et les frères Colomb, des despotes sanguinaires du point de vue des Espagnols. Était-ce là les Indes décrites et promises comme un véritable paradis en 1493 ? »

#### Christophe Colomb en tant qu'administrateur colonial
Le sort des indiens n'était guère enviable, ils étaient exploités et leurs femmes étaient enlevées, voire vendues comme esclaves. On y distingue deux classes d'indigènes : ceux qui se soumettent à l'ordre colonial en payant des impôts et avec qui les relations étaient apparemment cordiales, et ceux qui s'y refusaient et qui étaient considérés comme des ennemis et pourchassés.
Après avoir établi sept colonies, Colomb décréta[Quand ?] que tout Indien de plus de quatorze ans devait fournir une certaine quantité d'or. Ceux qui n'y parvenaient pas avaient les mains coupées[réf. nécessaire]. Il institua par la suite l'esclavage.
Colomb est à l'origine du principe juridique de l’encomienda puis du repartimiento tous deux inspirés du droit féodal et qui se généralisèrent dans toute la Nouvelle-Espagne. Afin de satisfaire aux exigences royales de rentabilité de son expédition, Colomb mit au point, « sans disposer d'un cadre juridique véritablement préétabli », un système qui devait permettre de substituer au versement du tribut imposé aux Indiens (dont le versement était aléatoire), une exploitation directe des populations indigènes et des ressources locales.
Denis Crouzet précise que, si les « violences internes à la communauté des colons » s'en trouvèrent apaisées, les Indiens quant à eux furent plus directement exposés aux mauvais traitements et cela fut sans nul doute un « facteur d'aggravation du collapsus démographique » observé dans l'île. La population d'Hispaniola s'effondre durant la catastrophe démographique amérindienne,.
Le régime mis en place par Christophe Colomb est décrit par ses contemporains comme violent, avec un recours à la torture tant contre ses hommes que contre les indigènes. Colomb et ses frères sont aussi accusés d'incompétence pour la direction de ces nouvelles terres par leurs ennemis, notamment Francisco de Bobadilla qui obtient de la reine le poste de gouverneur d'Hispaniola en 1499 alors que les frères de Colomb sont condamnés à de la prison.
Même s'il est probable que Francisco de Bobadilla ait noirci le tableau pour mieux évincer Colomb et ses frères, plusieurs historiens conviennent que leur régime était probablement tyrannique,.

#### Partage du monde
Le traité de Tordesillas de 1494 partage la Terre (sauf l'Europe et les îles Canaries) entre l'Espagne et le Portugal, réservant au Portugal le commerce avec l’Afrique, et les Indes (des avenants au traité seront introduits à la suite du voyage de Magellan en 1520).

### Après Colomb: suites de la découverte auXVIesiècle
Christophe Colomb est relevé de ses fonctions de vice-roi en 1500 et décède en 1506.

#### Accomplissement du projet initial de Colomb: Magellan
Si Colomb est le premier Européen connu à avoir accosté sur des terres proches du continent américain, il n'a eu aucune idée de l'étendue des terres et des mers qui s'interposaient entre les îles découvertes et les Indes qu'il s'était proposé de rallier. Son projet n'est réalisé qu'en 1520 par Magellan, lui aussi au service de la monarchie espagnole (Charles Quint, petit-fils des Rois catholiques), mais au prix d'un détour considérable vers le sud, par le détroit de Magellan.
Amerigo Vespucci est le premier navigateur important à affirmer, dans un ouvrage publié en 1503, que ce qui a été découvert est un Nouveau Monde, tout autre que les Indes, ce qui est entériné par les cartographes du Gymnase vosgien de Saint-Dié, qui publient en 1507 une carte du monde, Universalis Cosmographia dite « planisphère de Waldseemüller », où le continent esquissé à l'ouest des Caraïbes porte le nom d'America, en hommage à Vespucci.

#### De l'esclavage

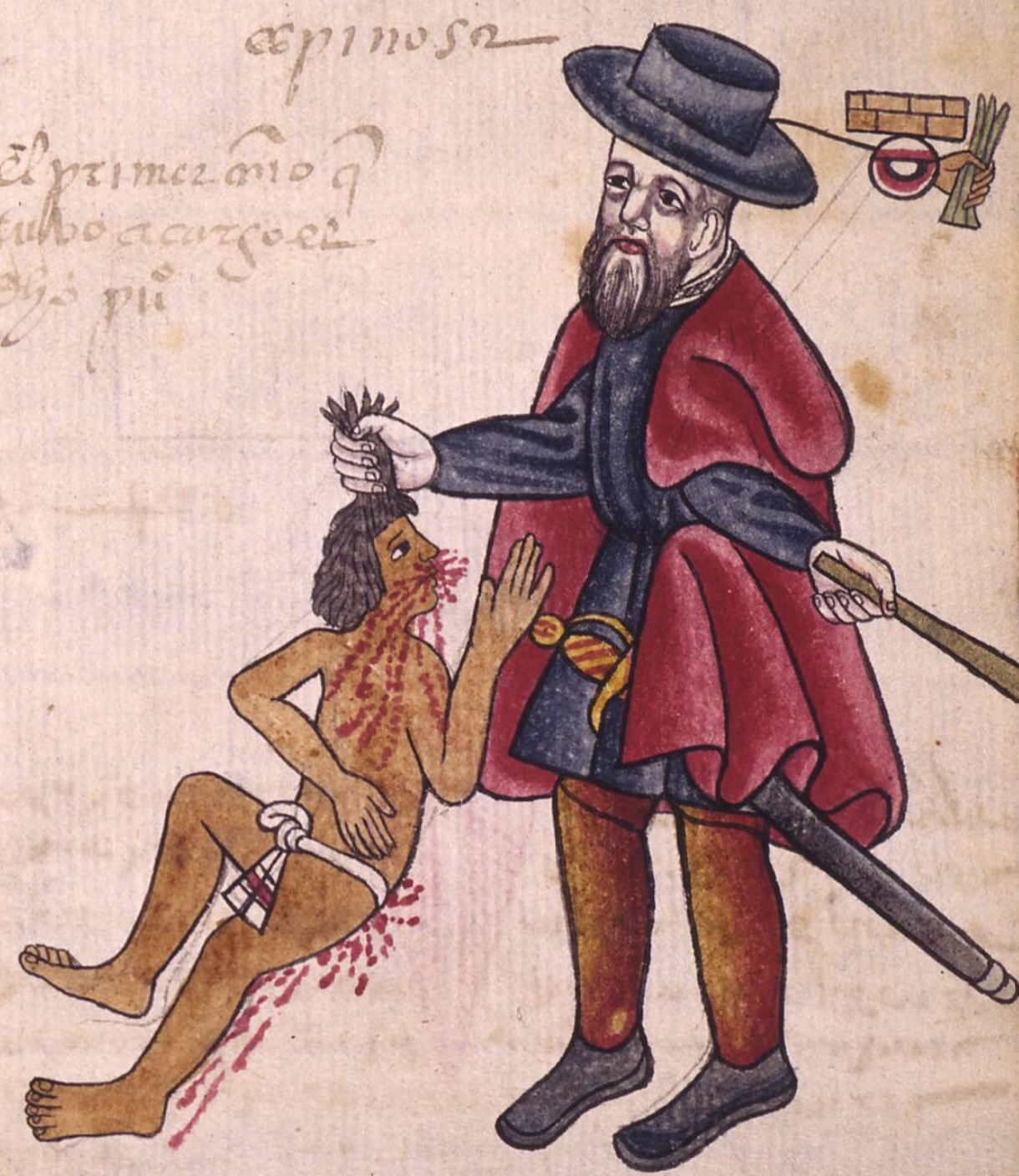
Représentation d'un indigène mexicain maltraité par un encomendero abusif (Codex Kingsborough) (XVIe siècle).

En 1495, au retour de son deuxième voyage, Colomb ramène 550 Indiens captifs dans le but de les vendre comme esclaves. Deux cents d'entre eux meurent au cours de la traversée. Mais la reine Isabelle laisse alors entendre au marin qu'elle ne tolérera pas la mise en esclavage des indigènes, puis formalise ce point de vue par une « Provision royale » édictée à Séville le 20 juin 1500, ordonnant la remise en liberté et le retour chez eux des Indiens ramenés par Colomb.
En 1512, sous la pression des protestations des religieux comme Bartolomé de Las Casas, Ferdinand d'Aragon, régent de Castille, promulgue les lois de Burgos, Ordonnances royales pour le bon règlement et traitement des Indiens. Elles protègent les autochtones d'Amérique, en font des personnes libres, leur octroient des droits humains et le droit de propriété. Ces lois sont « un échec » et « les colons [s'habituent] à éluder les entraves légales mises à l'esclavage des indiens, au travail forcé et au portage, et à défendre leurs encomiendas». Les protestations des religieux se multiplient, amenant la promulgation des ordonnances de Grenade (1526) qui prétendent mettre fin aux conquêtes violentes et réclament, sans l'obtenir, la coopération des conquistadores. Enfin, une bulle pontificale de 1537 condamne l'esclavage dans les colonies espagnoles, obligeant Charles Quint à promulguer en 1542 les Leyes Nuevas qui abolissent l'encomienda et tout travail forcé. Celles-ci supposent un changement profond dans le mode de vie des colons. L'application de ces lois fut compliquée, elle provoque la grande rébellion des encomenderos (es) qui s'étend à presque toute l'Amérique espagnole. Le vice-roi du Pérou est renversé par les colons, la réaction de la couronne est ferme et la victoire de Charles Quint en 1550 est suivie de l'exécution sommaire des mutins,. Les Leyes Nuevas sont mieux appliquées à partir de 1554 et mettent fin aux encomiendas héritées de Colomb.
Ces lois ne disent rien sur l'esclavage des Africains noirs, mais interdisent la mise en esclavage des Amérindiens, considérés comme sujets libres. Elles exercent une grande influence sur la démographie et la société de l'Amérique hispanophone en favorisant un métissage à grande échelle : les territoires sous domination espagnole sont largement peuplés par des populations métissées, généralement hispanophones, sauf dans les régions andines du Pérou, de l'Équateur et de la Bolivie où les Amérindiens restent plus longtemps à l'écart du système colonial. Elles assoient l'autorité de la couronne chez les Amérindiens contre les colons.
En ce qui concerne les Africains noirs, le traité de Tordesillas réserve de fait leur traite aux Portugais, du moins jusqu'en 1580, date de l'union du Portugal et de l'Espagne au sein de l'Union ibérique. Mais, en 1640, au retour à l'indépendance du Portugal, Philippe V interdit l'achat d'esclaves aux Portugais. La France et l'Angleterre étant considérés comme des « ennemis mortels de l'Espagne », le commerce des esclaves dans les colonies espagnoles ne peut avoir lieu qu'en contrebande, ce qui le limite à la fois en quantité et géographiquement.
Dans l'ensemble, l'Amérique espagnole (Mexique, pays andins, Argentine) a reçu peu d'esclaves noirs, malgré quelques exceptions notables (sud du Venezuela, nord de la Colombie, Cuba, etc.).

#### De l'or, des épices et des perles

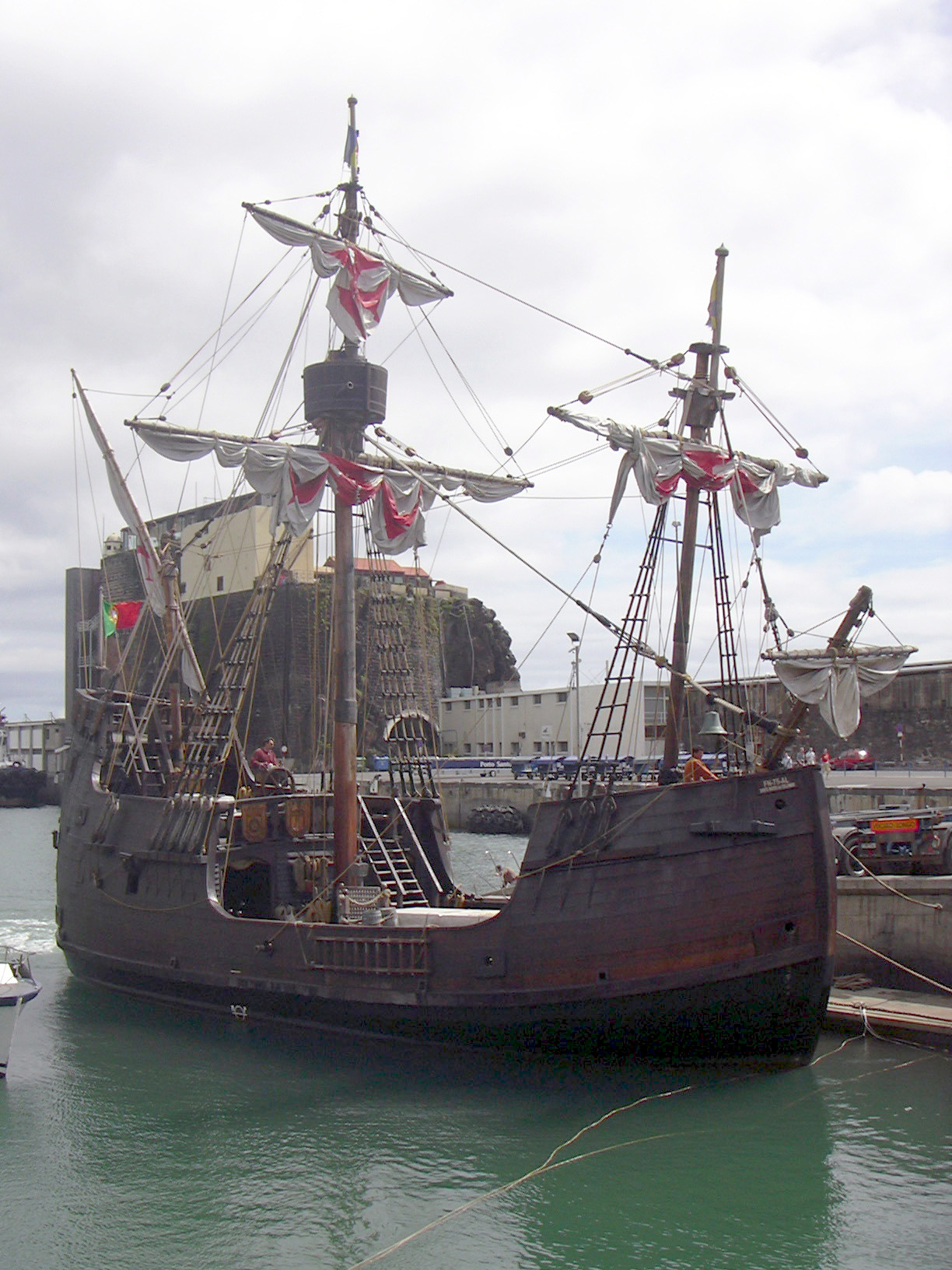
Réplique de la Santa María.

Si on considère l'entreprise de Colomb du point de vue économique, qui est fondamental dans ce qui est au départ une tentative d'atteindre les Indes, les découvertes de l'amiral ont été décevantes dans un premier temps.
Que ce soit pour les épices ou pour l'or, les bénéfices rapides et importants espérés n'ont pas été au rendez-vous, au moins du vivant de Colomb.
Ce n'est que plus tard, que le Nouveau Monde va devenir une source de richesses : mines d'argent du Pérou, puis plantations de canne à sucre, etc.

### Colomb et la navigation
Les historiens brossent le portrait d'un marin hors pair, « un des meilleurs navigateurs de tous les temps », ou même « le plus grand marin de tous les temps », mais « piètre politicien ». Les biographes de Colomb, en particulier au XIXe siècle, ont souvent tenté d'expliquer le succès de son entreprise maritime par l'emploi de techniques nouvelles en matière de navigation, évoquant entre autres la boussole, le gouvernail d'étambot et la caravelle. Si Colomb a choisi la caravelle comme navire — type de navire déjà utilisé par les Portugais depuis le début du XVe siècle dans leurs explorations de la côté africaine — c'est en raison de son coût d'armement relativement faible et de son faible tirant d'eau qui permet d'approcher des côtes sans risquer d'échouer.

## Postérité

### Histoire des représentations
En raison des avantages dont il a bénéficié après sa « découverte de l'Amérique » en 1492, il a d'abord été dénigré et suspecté d'être un imposteur s'étant attribué les connaissances de prédécesseurs présumés, ou d'être un incompétent exceptionnellement chanceux,.
Il a été considéré, par ailleurs, comme un apôtre évangélisateur par les monarques espagnols et les dirigeants de l'Église catholique, et donc glorifié par les catholiques, mais critiqué par les protestants, surtout lors des périodes de conflit entre catholiques et protestants.
À partir du moment où il a été établi que l'Amérique était un nouveau continent auparavant inconnu du reste du monde et, en particulier, entre la fin du XVIIIe et jusqu'au XXe siècle, il a été souvent glorifié en tant que navigateur et scientifique de génie, agent déterminant du développement et du progrès humain,.
En parallèle, il a été discrédité par les puissances rivales de l'Espagne, qui l'ont dépeint comme un tyran ayant abusé de son autorité, en particulier contre les indigènes d'Amérique qu'il a été accusé d'avoir fait injustement et excessivement violenter,. Cette représentation s'est plus largement diffusée à partir de la seconde moitié du XXe siècle, avec l'essor des mouvements indépendantistes et indigénistes dans les colonies européennes,, puis des mouvements antiracistes et égalitaristes,,.

### Christophe Colomb dans la culture
Christophe Colomb fait l'objet de nombreuses commémorations les 12 octobre, et a été à d'innombrables reprises représenté en peinture, en littérature, en bande dessinée, en musique, au théâtre et au cinéma. Architecturalement, il existe à travers le monde des dizaines de monuments incluant le plus souvent au moins une sculpture de Colomb.

#### Célébrations
Le Jour de Christophe Colomb est un jour férié célébré le deuxième lundi d’octobre aux États-Unis, et le 12 octobre en Amérique latine et en Espagne, en commémoration de la date d'arrivée de Christophe Colomb dans le Nouveau Monde le 12 octobre 1492.

#### Astronomie
- Colombo, cratère lunaire, nom donné en 1935 par l'Union astronomique internationale.
- (327) Columbia, astéroïde.

#### Toponyme
De nombreux lieux portent son nom.
- Colombia, nombreux homonymes
- Columbia, nombreux homonymes
- Colombie, plusieurs homonymes

#### Monuments

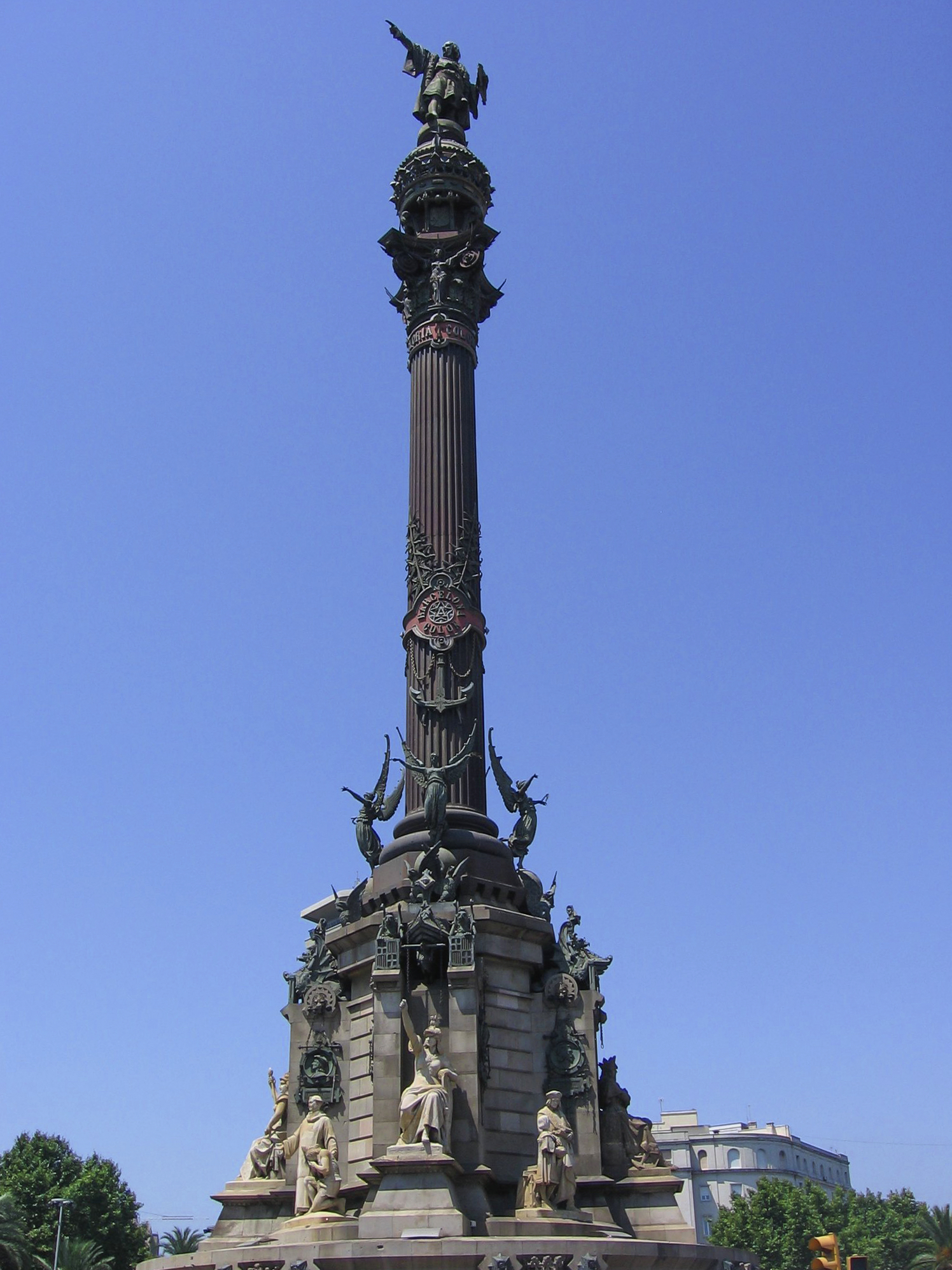
Vue d'ensemble de la colonne Christophe Colomb érigée sur le port de la ville de Barcelone en 1888
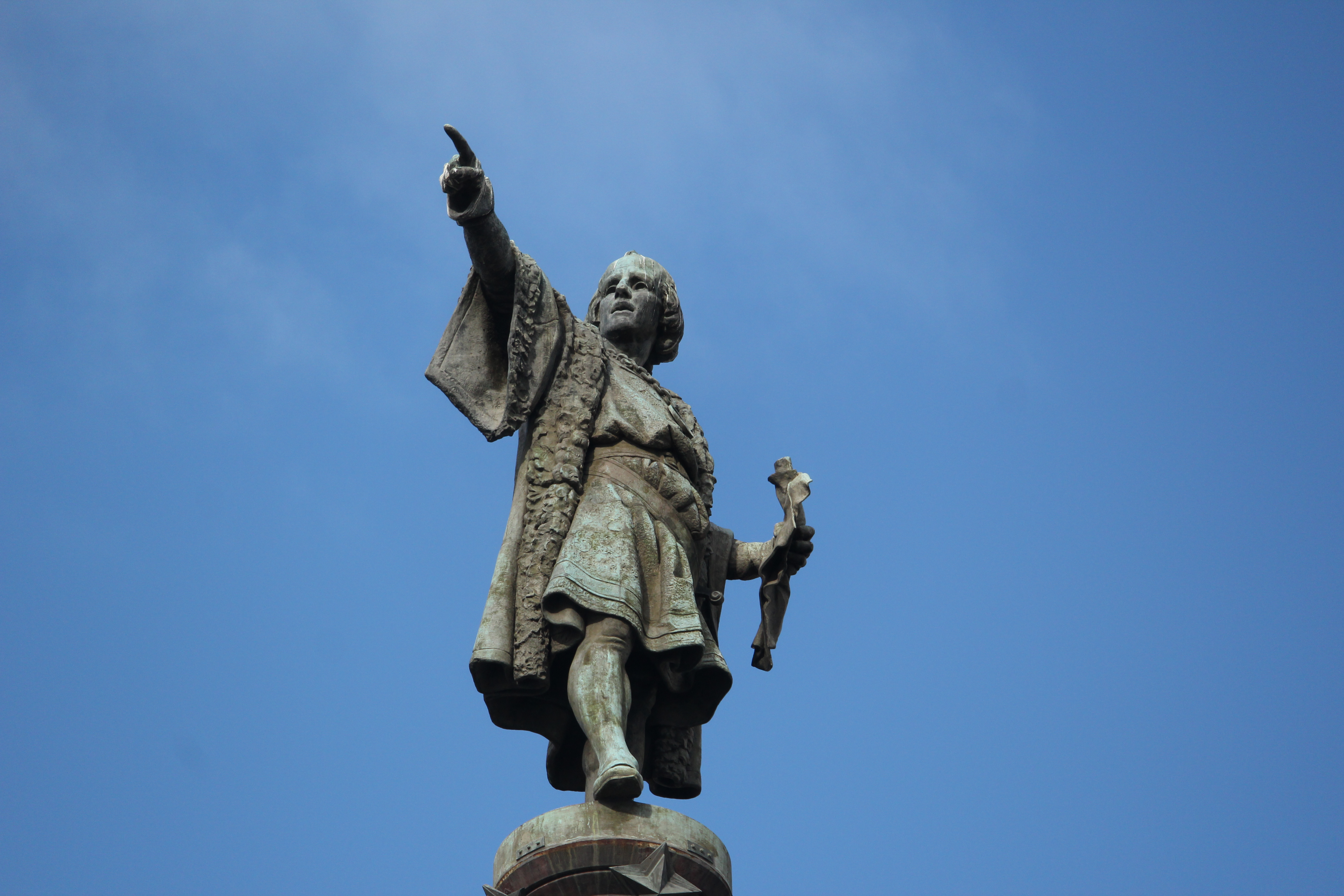
Détail de la sculpture au sommet de la Colonne Christophe Colomb de Barcelone.
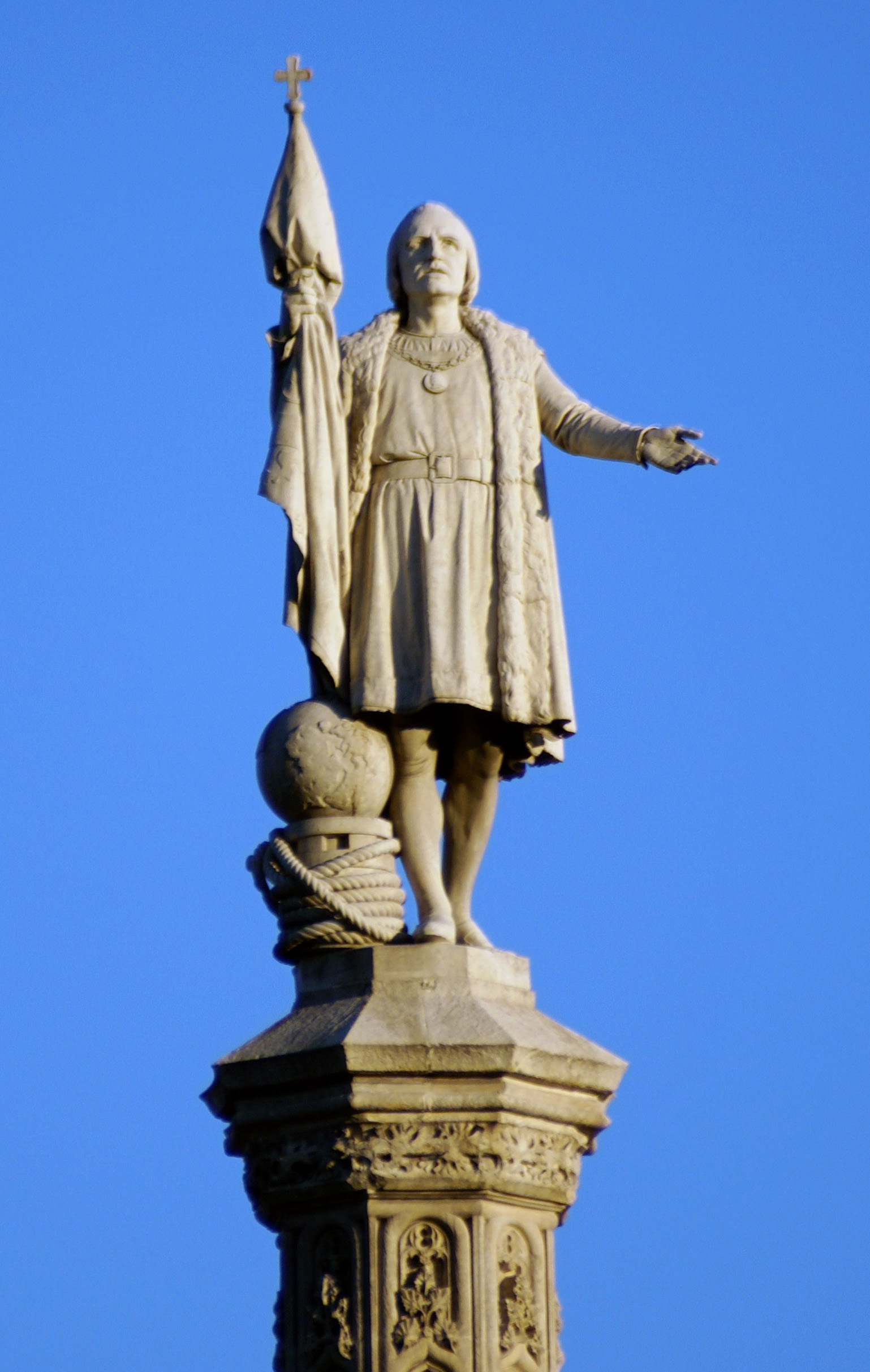
Détail du monument à Colomb édifié sur la Plaza Colón de Madrid.
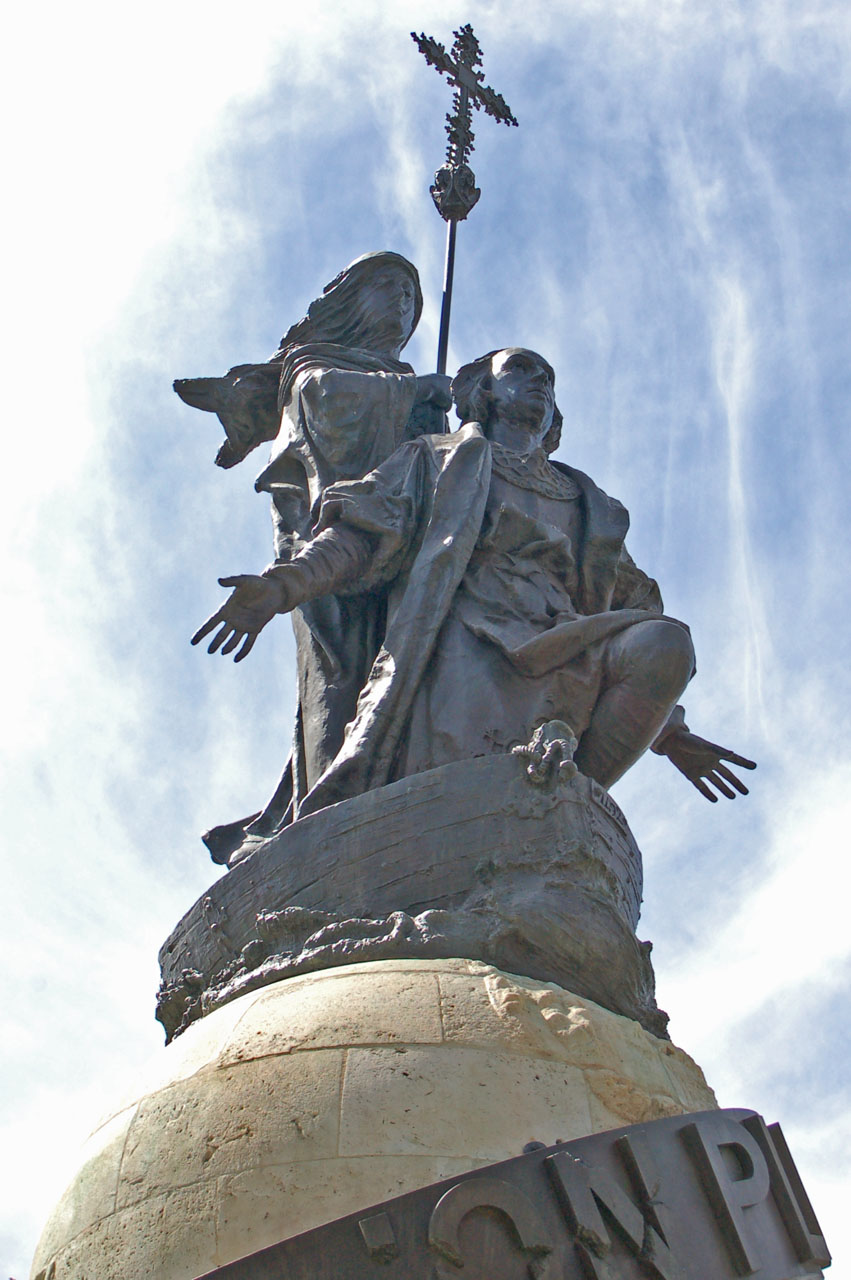
Détail du monument à Colomb édifié sur la Plaza Colón de Valladolid.
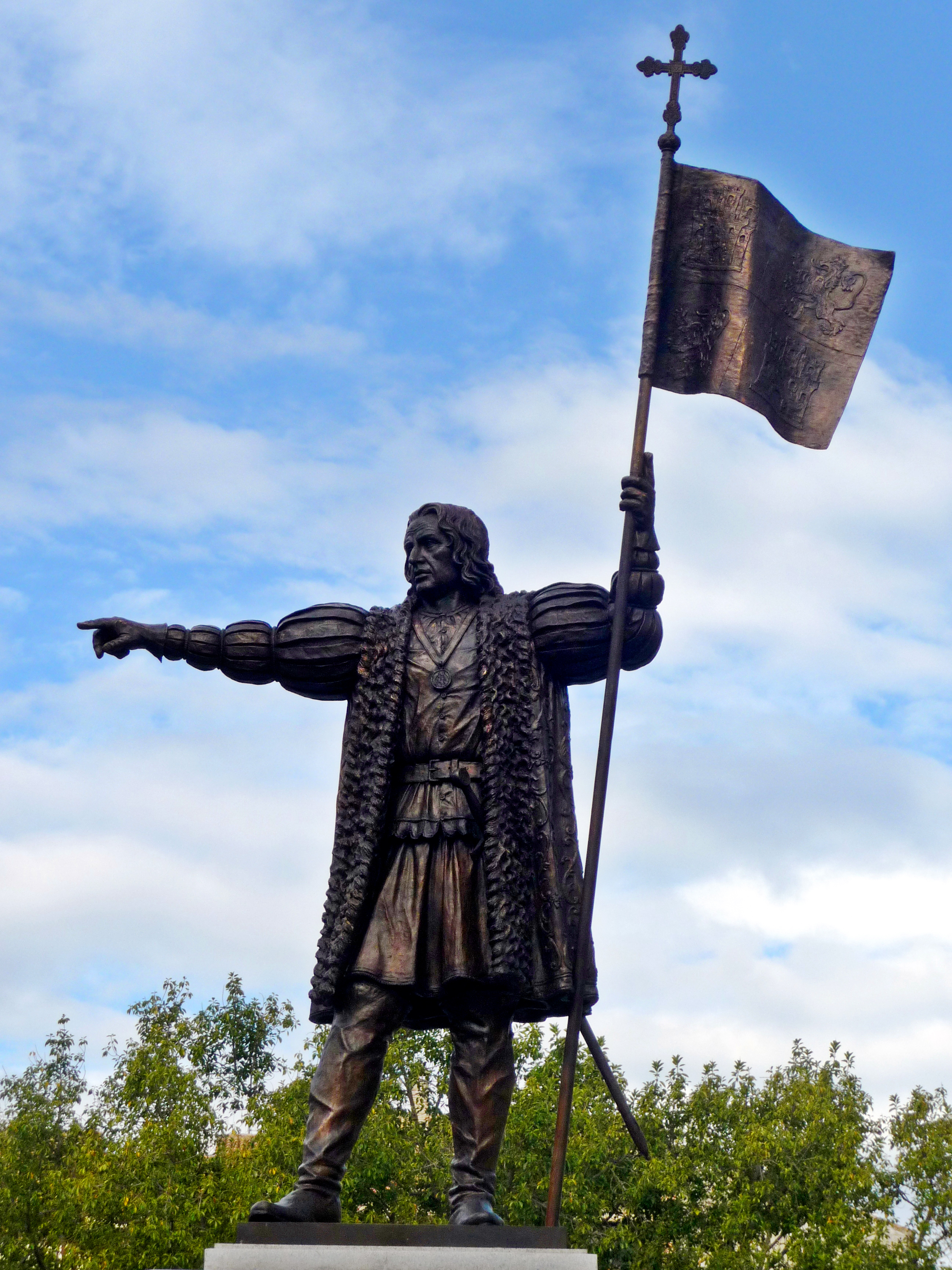
Monumento a Colón, Plaza de las Monjas de Huelva.
Monumento a la Fe Descubridora à Huelva.
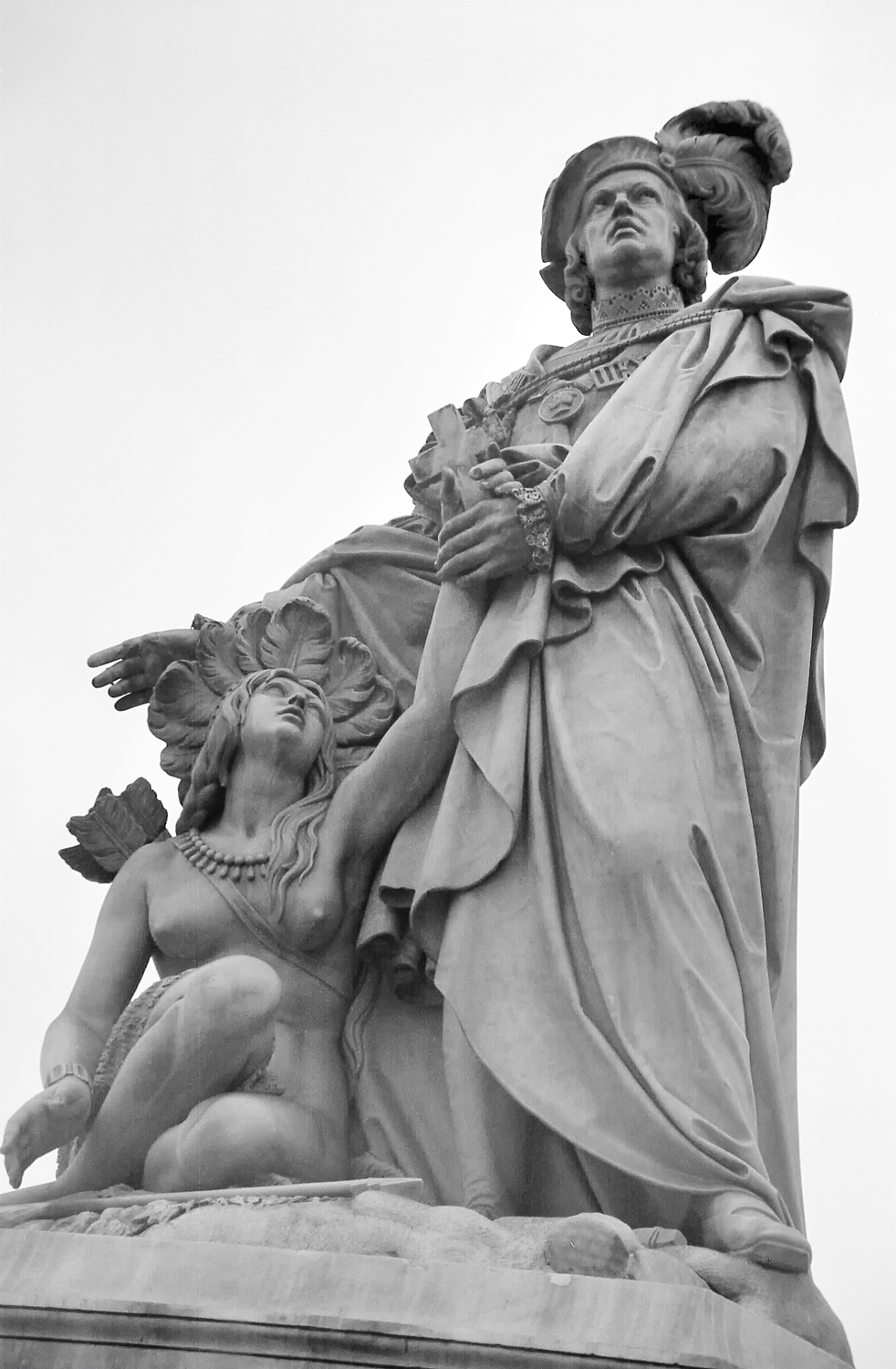
Statue de Colomb sur le Paseo Colón de Lima.
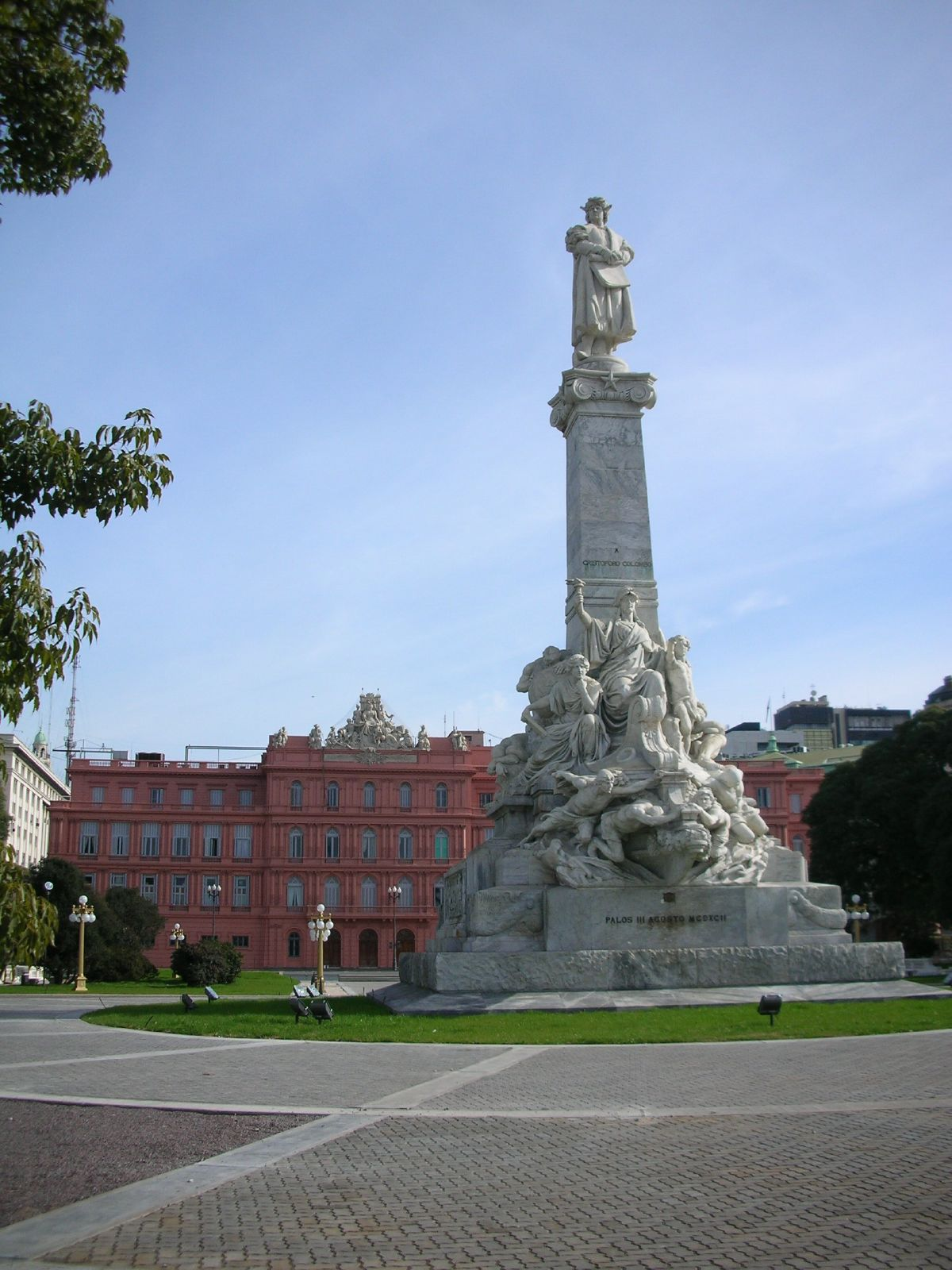
Monument à Colomb sur la Plaza Puerto Argentino de Buenos Aires.
Monument à Gênes (Italie), près de la gare de Gênes-Piazza-Principe.
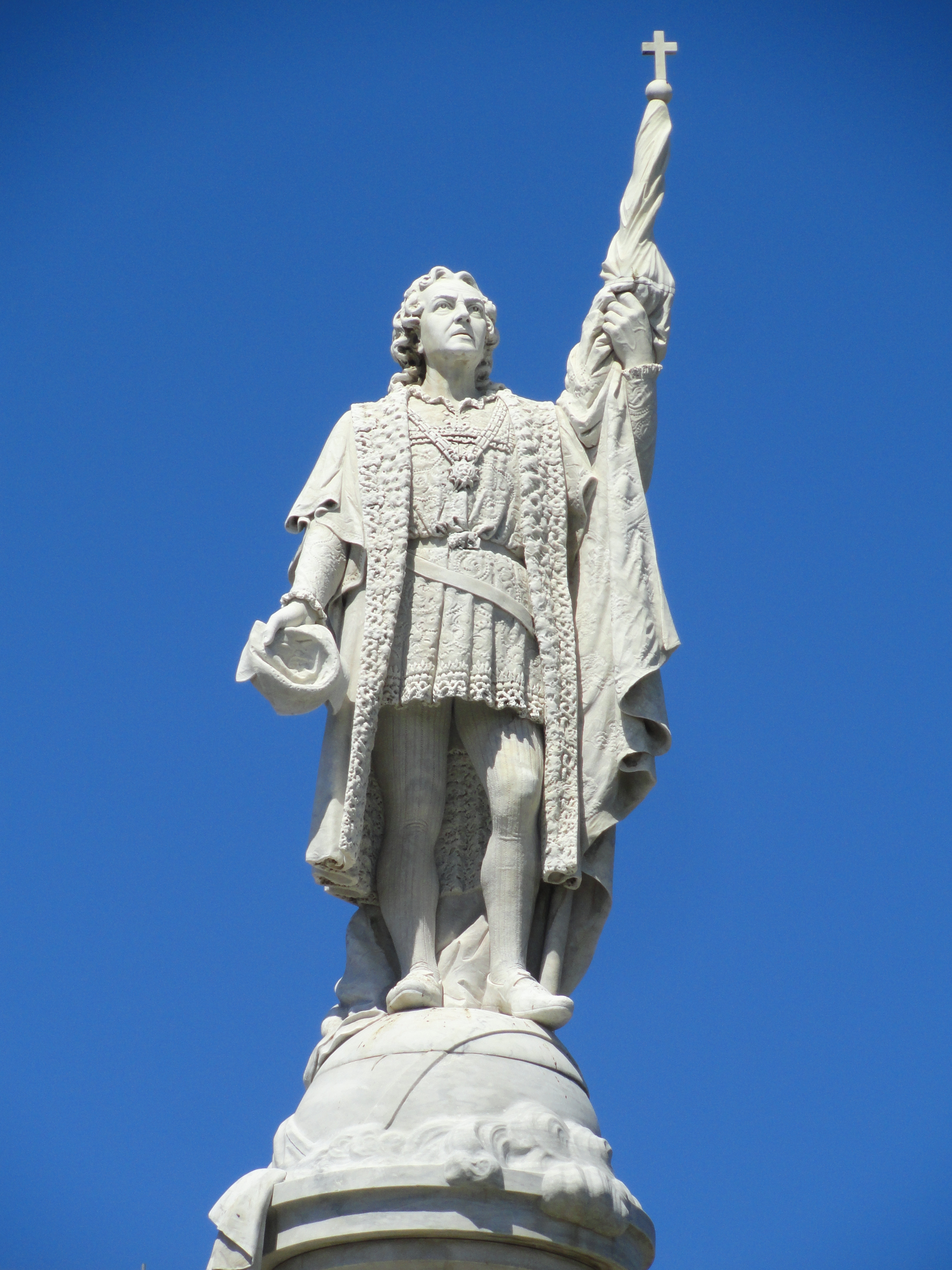
Détail du monument à Colomb sur la Place Colomb de San Juan.

- En 1888, en hommage à Colomb, la ville de Barcelone a érigé un imposant monument orné de reliefs et sculptures relatant la vie de l'explorateur, devenu emblématique de la ville.

## Historiographie

### Sources primaires

#### Écrits de Christophe Colomb
De la propre main de Colomb, n'ont été identifiés et recensés que peu de documents : des lettres, des quittances, des annotations dans des ouvrages de sa bibliothèque et des signatures. Tous les autres textes, dont le journal du premier voyage, ne sont que des copies dont le texte n'est pas sûr. Ces différents textes et documents ont tous été traduits en français.
Il existe aussi un curieux Livre des prophéties comportant 84 feuillets, dans lequel Colomb, vers la fin de sa vie, avait recueilli avec l'aide du père chartreux Gaspar Gorricio, son conseiller spirituel, les prophéties bibliques concernant la découverte du Nouveau Monde. Dans cet ouvrage, Colomb cite plusieurs prophéties qui semblent indiquer que la découverte de ces terres inconnues s'inscrit dans le plan de Dieu, car elle permet l'évangélisation de ses habitants, la conversion du monde entier étant un préalable à la conception millénariste de la Fin des temps alors en vigueur. Comme le note l'historien Edward Wilson-Lee :

« La Bible utilisée par Colomb et ses contemporains était pleine de passages insistant sur le fait qu'un signe de la conversion universelle précédant la Fin des temps était la diffusion de la parole de Dieu jusqu'à des îles alors inconnues — un événement que Colomb avait indiscutablement rendu possible. »

Notre connaissance de Colomb, homme de savoir, de livres et de cabinet d'étude, s'appuie aussi sur quatre livres qui lui ont appartenu et qui ont été conservés. Ces livres ne recèlent pas moins de 2 000 annotations portées en marge.

#### Historiens contemporains de Colomb
Les premiers historiens contemporains de Colomb ne se sont pas attardés à le décrire de manière précise. Andrès Bernaldez l'évoque dans son Historia de los Reyes Catolicos, en donnant « une image à la fois édifiante et dramatique […] intéressante certes, mais brossée à très grands traits, sans beaucoup de nuances ».
Parmi ceux qui ont vécu aux côtés de l'Amiral, on recense les livres de son fils Fernand Colomb (Histoire de l'amiral, écrite entre 1536 et 1539), Bartolomé de Las Casas (Historia de las Indias, 1561) et Fernández de Oviedo (Historia general de las Indias, 1526). C'est sur ces publications du XVIe siècle que se sont appuyés en premier lieu tous les travaux historiques postérieurs et c'est grâce à eux qu'il est possible aujourd'hui de reconstituer ce qu'ont été les voyages et expéditions de Colomb.
Pierre Martyr d'Anghiera, humaniste de l'Italie du Nord, a livré dans son Orbo Novo dès 1494 le premier témoignage de la découverte.

### Sources secondaires
- XVIe siècle
  - López de Gómara, Historia general de las Indias, 1552.
- XVIIe siècle
  - Inca Garcilaso de la Vega, Comentarios Reales de los Incas, 1602.
  - Antonio de Herrera y Tordesillas, Histoire générale des voyages et conquêtes des Castillans dans les îles et terres-fermes des Indes occidentales, 1601-1615.
- XVIIIe siècle
  - Pierre-François-Xavier de Charlevoix, Histoire de l'Isle espagnole ou de Saint-Domingue, 1730-1731[146].
  - William Robertson, The History of America, 1777[146].
- XIXe siècle
  - Martín Fernández de Navarrete, Colección de los viages y descubrimientos que hicieron por mar los españoles desde fines del siglo XV, 1825-1837.
  - Washington Irving :
    - Une histoire et les voyages de Christophe Colomb (The Life and Voyages of Christopher Columbus), 1828.
    - Les Compagnons de Colomb (Voyages and Discoveries of the Companions of Columbus), 1831.

  - Roselly de Lorgues, Christophe Colomb, 1856.
  - Alexander von Humboldt, Examen critique de l'histoire de la géographie du Nouveau continent, 1836.
  - Henry Harrisse :
    - Fernand Colomb. Sa vie, ses œuvres. Essai critique, 1872.
    - Christophe Colomb: son origine, sa vie, ses voyages, sa famille et ses descendants, 1884.
- XXe siècle
  - Sophus Ruge (en), Columbus, 1902.

## Voyages d'Europe vers l'Amérique du Nord avant Colomb

Trajet des quatre voyages de Colomb aux « Indes ».

Colomb est le premier navigateur connu qui ait traversé l'Atlantique aux latitudes tropicales. Mais il est acquis qu'il n'est pas le premier Européen à avoir atteint l'Amérique.

### Les voyages vikings au Groenland (Xesiècle-XIIIesiècle)
Après avoir atteint l'Islande, des Vikings sont allés jusqu'au Groenland, où ils ont eu des établissements permanents entre le Xe et le XIIIe siècle, et sans doute jusqu'à l'actuel Canada.

### Un voyage danois vers le Labrador (1472)
Il existe aussi des indices sérieux[Quoi ?] sur un voyage vers le Groenland et le Labrador mené par le Portugais João Vaz Corte-Real pour le compte de la couronne du Danemark en 1472-1474 : il évoque notamment une île qu'il nomme Bacalao (« morue » : par la suite, Terre-Neuve sera un pôle de la pêche à la morue par les terre-neuvas).
Il s'agit peut-être de la même expédition que celle menée par Jean Scolvus.

#### Ouvrages anciens
- Henry Harisse, Fernand Colomb. Sa vie, ses œuvres. Essai critique, Paris, Librairie Tross, 1872 (lire en ligne).
- Pierre Félix Mandonnet, Les Dominicains et la découverte de l'Amérique, P. Lethielleux libraire-éditeur, Paris, 1893 (lire en ligne).
- Henry Vignaud, Études critiques sur la vie de Colomb avant ses découvertes, , Paris, H. Welter éditeur, 1905 (lire en ligne).
- Henry Vignaud, Sophus Ruge et ses vues sur Colomb, 1906.
- Henry Vignaud, L'Ancienne et la nouvelle campagne pour la canonisation de Christophe Colomb[149], 1909.
- Henry Vignaud, Le Vrai Christophe Colomb et la légende : la date exacte de la naissance du grand Génois, sa famille, les indications qu'il avait, Toscanelli, prétendu initiateur de la découverte de l'Amérique, l'objet véritable de l'entreprise de 1492, Paris, Auguste Picard éditeur, 1921 (lire en ligne).
- Edmond Buron, Ymago Mundi, de Pierre d'Ailly, cardinal de Cambrai et chancelier de l'université de Paris (1350-1420) : texte latin et traduction française des quatre traités cosmographiques de d'Ailly et des notes marginales de Christophe Colomb, étude sur les sources de l'auteur, Paris, Maisonneuve frères éditeur, 1930
  - tome 1 (lire en ligne),
  - tome 2 (lire en ligne)
  - tome 3 (lire en ligne).

#### Ouvrages récents en français
- Pierre Chaunu, Colomb ou la logique de l'imprévisible, Bourin, 1993.
- Denis Crouzet, Christophe Colomb : Héraut de l'Apocalypse, Paris, Payot, 2006.
- Michel Lequenne, Christophe Colomb : amiral de la mer océane, Gallimard, coll. « Découvertes Gallimard : histoire » (no 120), 2005, 192 p. (ISBN 978-2-07-031470-6).
- Marianne Mahn-Lot, Christophe Colomb, Paris, Éditions du Seuil, coll. « Le temps qui court », 1960, 192 p.
- Marianne Mahn-Lot, Portrait historique de Christophe Colomb, Paris, Éditions du Seuil, coll. « Points histoires », 1988, 247 p. (ISBN 978-2-02-010355-8).
- Jean Métellus, Colomb, Case-Pilote (Martinique), Éditions de l'Autre mer, 1992.
- Salvador de Madariaga, Christophe Colomb, Paris, Calmann-Lévy, 1952, 538 pages  (ISBN 978-2-266-04727-2).
- Samuel Eliot Morison, Christophe Colomb, Amiral de la Mer océane, Neuilly-sur-Seine, Saint-Clair, 1974, 422 p.
- Jacques Heers, Christophe Colomb, Paris, Hachette, 1991, 666 p.
- Jacques Heers, La Découverte de l'Amérique, Éditions Complexe, 1991, 189 p. — Il y a en ligne des extraits de ce livre.
- Michel Vergé-Franceschi et Olivier Bianconi, Christophe Colomb calvais entre mythe et réalité [150], Éditions Alain Piazzola, 2020.

#### Ouvrages récents (autres langues)
- (it) Paolo Emilio Taviani, Cristoforo Colombo. La genesi della grande scoperta, Novara, 1974, 2 vol. (3e  éd., 1988).
  - Paolo Emilio Taviani, Christophe Colomb : genèse de la grande découverte, Éditions Atlas, 1980  (ISBN 978-2-7312-0038-6).
- (it) Maurizio Tagliattini, La scoperta del Nord America, 2008, traduit de l'anglais (The Discovery of North America, 1991), notamment le chapitre 10 : 
  - « Studio critico sull’origine di Cristoforo Colombo » (45 p.) disponible en ligne
- (en) Members of the Historical Association, Common errors in history, Londres, P.S. King & Staples for the Historical Association, coll. « General Series, G.1 », 1945.
- (en) Edward Wilson-Lee, The Catalogue of Shipwrecked Books : Christopher Columbus, his son, and the quest to build the world's greatest library, New York, Scribner, 2018
- (es) Manuel Fernández Álvarez, La gran aventura de Cristóbal Colón, Madrid, Espasa Calpe, 2006, 36 p. (ISBN 978-8467021424).

#### Témoignages
- Christophe Colomb, La Découverte de l'Amérique, éditions La Découverte, Paris, 2002, tome 1, Journal de bord et autres écrits, 1492-1493  (ISBN 978-2-7071-3771-5), tome 2, Relations de voyage et autres écrits, 1494-1505  (ISBN 978-2-7071-3772-2).
- Fernand Colomb, La Vie de Christophe Colomb, 1681, traduit en français par Charles Cotolendi (Il existe une autre traduction, d'Eugène Muller, parue en 1879).
- Bartolomé de Las Casas, Très brève relation de la destruction des Indes, La Découverte.

#### Articles
- Louis Salembier, « Pierre d'Ailly et la découverte de l'Amérique », dans Revue d'histoire de l'Église de France, 1912, no 16, p. 377-396 (lire en ligne).
- Louis Salembier, « Pierre d'Ailly et la découverte de l'Amérique » (suite), dans Revue d'histoire de l'Église de France, 1912, no 17, p. 516-533 (lire en ligne).
- Louis Salembier, « Pierre d'Ailly et la découverte de l'Amérique » (suite), dans Revue d'histoire de l'Église de France, 1912, no 18, p. 617-630 (lire en ligne).
- Jean-Michel Urvoy, « Où est donc enterré Christophe Colomb ? », L'Histoire, no 286,‎ avril 2004, p. 20-21 (lire en ligne).
- Consuelo Varela, « La vida en la colonia durante el virreinato colombino », Congreso Internacional Cristóbal Colón. 1506-2006. Historia y leyenda, EEHA-CSIC,‎ 2006

#### Autres
- (fr) Isabel Soto-Alliot et Claude Couffon, Christophe Colomb vu par les écrivains français, Amiot Lenganey, 1992, 221 p.  (ISBN 978-2-909033-12-9) .
- Stéphane Bonnefoi, « Christophe Colomb, l'envers du décor », 5 épisodes de 58 min [audio], sur France Culture, août 2024 (consulté en août 2024)

### Articles connexes

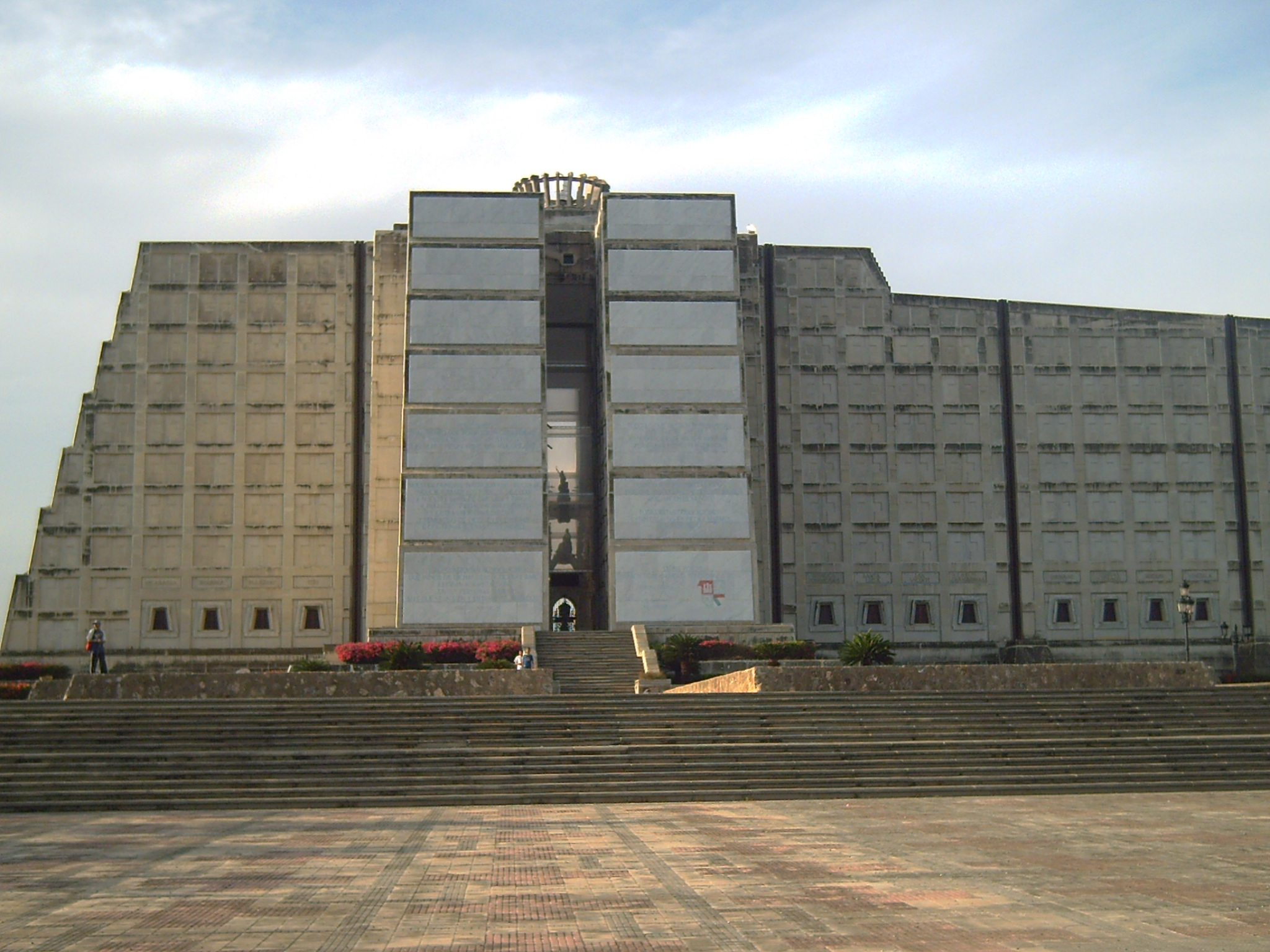
Le phare de Colomb (Faro a Colón) de Saint-Domingue abrite depuis 1992 les restes de Christophe Colomb.

#### Bases de données et dictionnaires
- Ressources relatives aux beaux-arts :   - British Museum
  - Cooper–Hewitt, Smithsonian Design Museum
  - National Portrait Gallery
  - Te Papa Tongarewa
  - Union List of Artist Names
- Ressources relatives à plusieurs domaines :   - Radio France
  - Répertoire du patrimoine culturel du Québec
- Ressource relative au spectacle :   - Archives suisses des arts de la scène
- Ressource relative à la santé :   - Bibliothèque interuniversitaire de santé
- Ressource relative à la recherche :   - Biodiversity Heritage Library
- Ressource relative à la bande dessinée :   - Comic Vine
- Notices dans des dictionnaires ou encyclopédies généralistes :   - American National Biography
  - Britannica
  - Brockhaus
  - Collective Biographies of Women
  - Den Store Danske Encyklopædi
  - Deutsche Biographie
  - Diccionario Biográfico Español
  - Dizionario biografico degli italiani
  - Dizionario di Storia
  - Enciclopedia italiana
  - Enciclopedia De Agostini
  - Gran Enciclopèdia Catalana
  - Hrvatska Enciklopedija
  - Internetowa encyklopedia PWN
  - Larousse
  - Nationalencyklopedin
  - Proleksis enciklopedija
  - Store norske leksikon
  - Treccani
  - Universalis
  - Visuotinė lietuvių enciklopedija
- Notices d'autorité :   - VIAF
  - ISNI
  - BnF (données)
  - IdRef
  - LCCN
  - GND
  - Italie
  - Japon
  - CiNii
  - Espagne
  - Belgique
  - Pays-Bas
  - Pologne
  - Israël
  - NUKAT
  - Catalogne
  - Suède
  - Vatican